# 크기 정도 (길이)

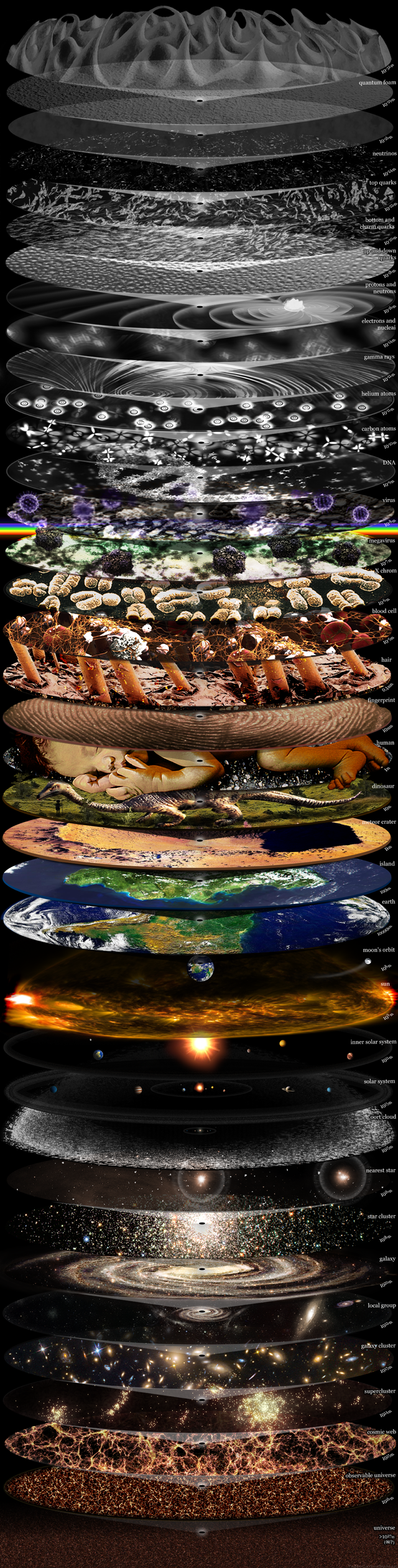
크기가 다른 크기 정도의 물체 (간격이 일관되지 않음)

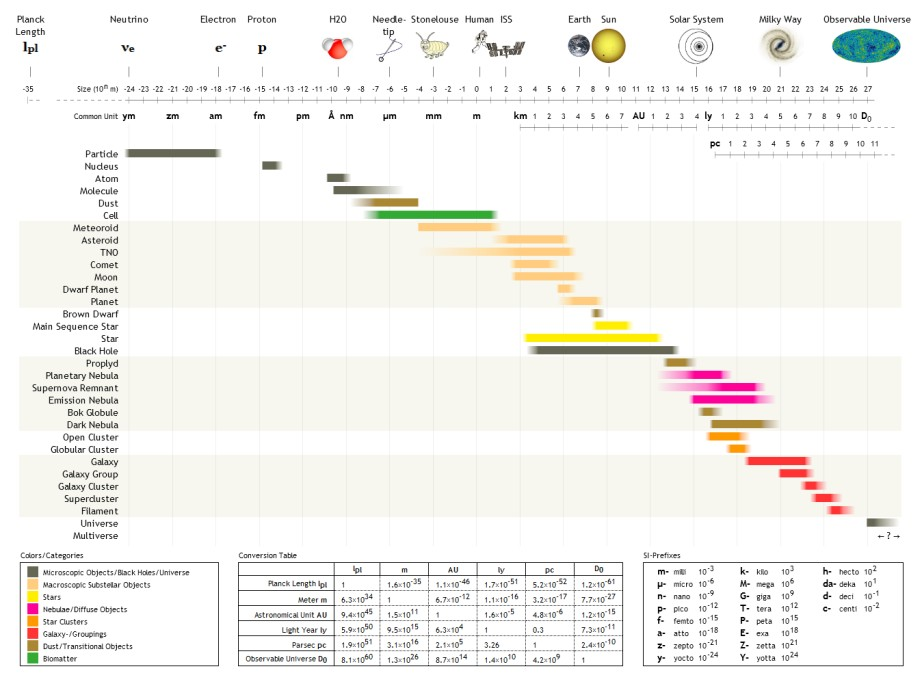
크기 개요도

다음은 다양한 길이의 크기 정도의 예시이다.

## 개요
| 척도          | 범위 (m) | 범위 (m) | 단위 | 예시 항목                                                           |
| 척도          | ≥        | <        | 단위 | 예시 항목                                                           |
| ------------- | -------- | -------- | ---- | ------------------------------------------------------------------- |
| 아원자        | –        | 0        | –    | 중력 특이점                                                         |
| 아원자        | 10−36    | 10−33    | ℓP   | 고정 값 (범위 아님). 양자 거품, 끈                                  |
| 아원자        | 10−18    | 10−15    | am   | 양성자, 중성자, 파이 중간자                                         |
| 원자에서 세포 | 10−15    | 10−12    | fm   | 원자핵                                                              |
| 원자에서 세포 | 10−12    | 10−9     | pm   | 감마선과 엑스선의 파장, 수소 원자                                   |
| 원자에서 세포 | 10−9     | 10−6     | nm   | DNA 나선, 바이러스, 가시광선의 파장, CPU에 사용되는 트랜지스터      |
| 세포에서 인간 | 10−6     | 10−3     | μm   | 세균, 안개 물방울, 인간 털의 지름                                   |
| 세포에서 인간 | 10−3     | 1        | mm   | 모기, 골프공, 고양이, 바이올린, 축구공                              |
| 인간에서 천문 | 1        | 103      | m    | 피아노, 사람, 자동차, 향고래, 축구장, 에펠탑                        |
| 인간에서 천문 | 103      | 106      | km   | 에베레스트산, 파나마 운하와 시베리아 횡단 철도의 길이, 더 큰 소행성 |
| 천문          | 106      | 109      | Mm   | 달, 1 광초, 지구의 궤도                                             |
| 천문          | 109      | 1012     | Gm   | 태양, 1 광분, 지구의 궤도                                           |
| 천문          | 1012     | 1015     | Tm   | 바깥 행성의 궤도, 태양계                                            |
| 천문          | 1015     | 1018     | Pm   | 1 광년, 센타우루스자리 프록시마까지의 거리                          |
| 천문          | 1018     | 1021     | Em   | 은하 나선팔                                                         |
| 천문          | 1021     | 1024     | Zm   | 우리 은하, 안드로메다 은하까지의 거리                               |
| 천문          | 1024     | 1027     | Ym   | 초거대퀘이사군, 헤라클레스자리-북쪽왕관자리 장성, 관측 가능한 우주  |

## 상세 목록
서로 다른 크기 정도를 비교하는 데 도움이 되도록, 다음 목록은 1.6 × 10−35 미터에서 101010122 미터까지의 다양한 길이를 설명한다.

### 아원자 척도
| 인자 (m) | 배수            | 값                                    | 항목 |
| -------- | --------------- | ------------------------------------- | --- |
| 0        | 0               | 0                                     | 특이점 |
| 10−35    | 1 플랑크 길이   | 0.0000162 qm                          | 플랑크 길이; 가상의 루프 양자중력의 전형적인 척도 또는 가상의 끈과 막의 크기; 끈 이론에 따르면, 이보다 작은 길이는 어떤 물리적인 의미도 갖지 않는다. 양자 거품은 이 척도에서 존재한다고 생각된다. |
| 10−24    | 1 욕토미터 (ym) | 142 ym                                | 1 MeV 중성미자의 유효 단면적 반경 |
| 10−21    | 1 젭토미터 (zm) |                                       | 프레온, 쿼크와 렙톤의 하위 구성 요소로 제안된 가상의 입자; 끈 이론에서 우주 끈의 폭에 대한 상한                                                                                                   |
| 10−21    | 1 젭토미터 (zm) | 7 zm                                  | 고에너지 중성미자의 유효 단면적 반경 |
| 10−21    | 1 젭토미터 (zm) | 310 zm                                | 대형 강입자 충돌기의 양성자 드브로이 파장 (2012년 기준 4 TeV) |
| 10−18    | 1 아토미터 (am) |                                       | 쿼크와 전자 크기의 상한 |
| 10−18    | 1 아토미터 (am) | LIGO 탐지기의 중력파 감도             | |
| 10−18    | 1 아토미터 (am) | "기본 끈"의 전형적인 크기 범위의 상한 | |
| 10−17    | 10 am           |                                       | 약한 상호작용의 범위 |
| 10−16    | 100 am          | 850 am                                | 대략적인 양성자 반지름 |

### 원자에서 세포 척도
| 인자 (m) | 배수                    | 값               | 항목                                                                  |
| -------- | ----------------------- | ---------------- | --------------------------------------------------------------------- |
| 10−15    | 1 펨토미터 (fm, 페르미) | 1 fm             | 쿼크 사이에서 글루온이 매개하는 색력의 대략적인 한계                  |
| 10−15    | 1 펨토미터 (fm, 페르미) | 1.5 fm           | 11 MeV 양성자의 유효 단면적 반경                                      |
| 10−15    | 1 펨토미터 (fm, 페르미) | 2.81794 fm       | 고전전자반지름                                                        |
| 10−15    | 1 펨토미터 (fm, 페르미) | 3 fm             | 중간자가 매개하는 핵 결합력의 대략적인 한계                           |
| 10−15    | 1 펨토미터 (fm, 페르미) | 750 to 822.25 fm | 가장 긴 감마선 파장                                                   |
| 10−12    | 1 피코미터 (pm)         | 1.75 to 15 fm    | 원자핵의 지름 범위                                                    |
| 10−12    | 1 피코미터 (pm)         | 1 pm             | 백색왜성의 원자핵 사이 거리                                           |
| 10−12    | 1 피코미터 (pm)         | 2.4 pm           | 전자의 콤프턴 파장                                                    |
| 10−12    | 1 피코미터 (pm)         | 5 pm             | 가장 짧은 엑스선의 파장                                               |
| 10−11    | 10 pm                   | 28 pm            | 헬륨 원자의 반지름                                                    |
| 10−11    | 10 pm                   | 53 pm            | 보어 반지름 (수소 원자의 반지름)                                      |
| 10−10    | 100 pm                  | 100 pm           | 1 옹스트롬 (또한 황 원자의 공유 반지름)                               |
| 10−10    | 100 pm                  | 154 pm           | 전형적인 공유 결합의 길이 (C–C)                                       |
| 10−10    | 100 pm                  | 280 pm           | 물 분자의 평균 크기 (실제 길이는 다를 수 있음)                        |
| 10−10    | 100 pm                  | 500 pm           | 단백질 α 나선의 폭                                                    |
| 10−9     | 1 나노미터 (nm)         | 1 nm             | 탄소 나노튜브의 지름 가장 작은 트랜지스터 게이트의 지름 (2016년 기준) |
| 10−9     | 1 나노미터 (nm)         | 2 nm             | DNA 나선의 지름                                                       |
| 10−9     | 1 나노미터 (nm)         | 2.5 nm           | 가장 작은 마이크로프로세서 게이트 산화물 두께 (2007년 1월 기준)       |
| 10−9     | 1 나노미터 (nm)         | 3.4 nm           | DNA 회전의 길이 (10 bp)                                               |
| 10−9     | 1 나노미터 (nm)         | 6–10 nm          | 세포막의 두께                                                         |
| 10−8     | 10 nm                   | 10 nm            | 그람 음성 세균의 세포벽 두께의 상한 범위                              |
| 10−8     | 10 nm                   | 10 nm            | 2016년 기준, 10 나노미터는 가장 작은 반도체 제조 노드였다             |
| 10−8     | 10 nm                   | 40 nm            | 극자외선 파장                                                         |
| 10−8     | 10 nm                   | 50 nm            | 하드 디스크의 헤드 공중 부상 높이                                     |
| 10−7     | 100 nm                  | 121.6 nm         | 라이먼-알파 선의 파장                                                 |
| 10−7     | 100 nm                  | 120 nm           | HIV의 전형적인 지름                                                   |
| 10−7     | 100 nm                  | 400–700 nm       | 가시광선의 대략적인 파장 범위                                         |

### 세포에서 인간 척도
| 인자 (m) | 배수                                           | 값            | 항목                                                                        |
| -------- | ---------------------------------------------- | ------------- | --------------------------------------------------------------------------- |
| 10−6     | 1 마이크로미터 (μm) (또한 1 미크론이라고도 함) | 1–4 μm        | 전형적인 세균의 길이                                                        |
| 10−6     | 1 마이크로미터 (μm) (또한 1 미크론이라고도 함) | 4 μm          | 전형적인 거미줄의 지름                                                      |
| 10−6     | 1 마이크로미터 (μm) (또한 1 미크론이라고도 함) | 7 μm          | 적혈구의 전형적인 크기                                                      |
| 10−5     | 10 μm                                          | 10 μm         | 안개, 미스트 또는 구름 물방울의 전형적인 크기                               |
| 10−5     | 10 μm                                          | 10 μm         | 세계 최초의 상업용 마이크로프로세서인 인텔 4004의 트랜지스터 너비           |
| 10−5     | 10 μm                                          | 12 μm         | 아크릴 섬유의 너비                                                          |
| 10−5     | 10 μm                                          | 17–181 μm     | 인간 털의 너비 범위                                                         |
| 10−4     | 100 μm                                         | 340 μm        | 1024×768 해상도를 가진 17인치 모니터의 화소 크기                            |
| 10−4     | 100 μm                                         | 560 μm        | 인간 각막의 중앙 부위 두께                                                  |
| 10−4     | 100 μm                                         | 750 μm        | 지금까지 발견된 두 번째로 큰 세균인 티오마르가리타 나미비엔시스의 최대 지름 |
| 10−3     | 1 밀리미터 (mm)                                | ~5 mm         | 평균 벼룩의 길이는 1–10 mm (보통 <5 mm)                                     |
| 10−3     | 1 밀리미터 (mm)                                | 2.54 mm       | 10분의 1 인치; DIP (듀얼 인라인 패키지) 전자 부품의 핀 사이 거리            |
| 10−3     | 1 밀리미터 (mm)                                | 5.70 mm       | 5.56 × 45 mm NATO 탄약의 발사체 지름                                        |
| 10−2     | 1 센티미터 (cm)                                | 20 mm         | 성인 손가락의 대략적인 너비                                                 |
| 10−2     | 1 센티미터 (cm)                                | 54 mm × 86 mm | ISO/IEC 7810 ID-1 표준에 따른 신용카드의 치수                               |
| 10−2     | 1 센티미터 (cm)                                | 73–75 mm      | 메이저 리그 베이스볼 지침에 따른 야구공의 지름                              |
| 10−1     | 1 데시미터 (dm)                                | 120 mm        | 콤팩트 디스크의 지름                                                        |
| 10−1     | 1 데시미터 (dm)                                | 660 mm        | 소나무 중 가장 긴 솔방울의 길이, 슈거파인에서 생산                          |
| 10−1     | 1 데시미터 (dm)                                | 900 mm        | 펜싱 검인 레이피어의 평균 길이                                              |

### 인간에서 천문 척도

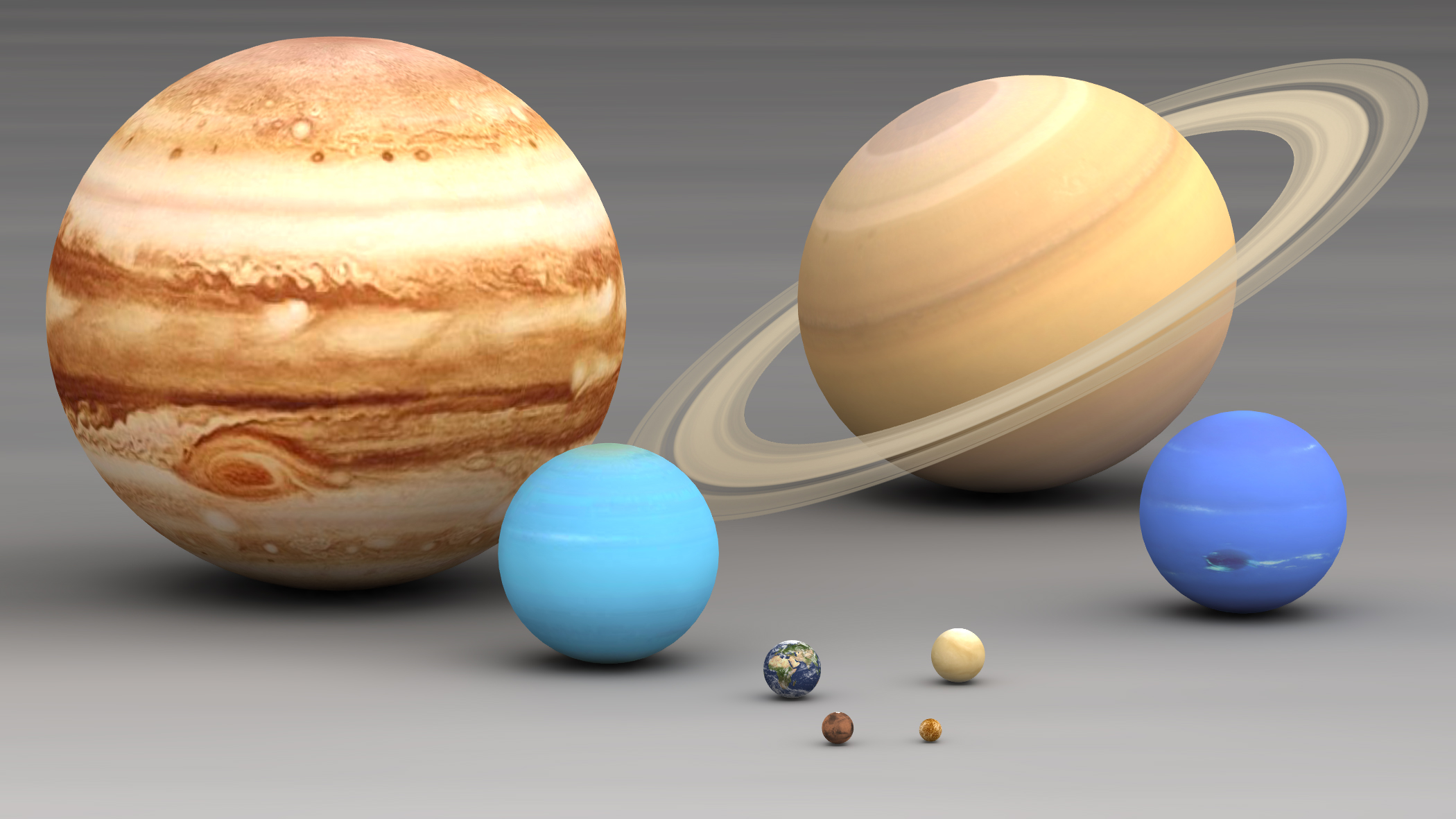
비례에 맞춘 태양계의 행성들

| 인자 (m) | 배수             | 값            | 항목 |
| -------- | ---------------- | ------------- | --- |
| 1 (100)  | 1 미터 (m)       | 1 m (정확히)  | 2019년부터, 진공 중 빛이 1/299,792,458 초의 시간 간격 동안 이동한 경로의 길이로 정의되며, 여기서 초는 세슘의 초미세 전이 주파수로 정의된다. |
| 1 (100)  | 1 미터 (m)       | 2.72 m        | 로버트 워들로, 알려진 가장 키 큰 인간의 키                                                                                                  |
| 1 (100)  | 1 미터 (m)       | 8.38 m        | 런던 버스(루트마스터)의 길이 |
| 101      | 1 데카미터 (dam) | 33 m          | 가장 긴 대왕고래의 길이 |
| 101      | 1 데카미터 (dam) | 52 m          | 나이아가라 폭포의 높이 |
| 101      | 1 데카미터 (dam) | 93.47 m       | 자유의 여신상의 높이 |
| 102      | 1 헥토미터 (hm)  | 105 m         | 전형적인 축구장의 길이 |
| 102      | 1 헥토미터 (hm)  | 137 m (147 m) | 기자의 대피라미드의 높이 (현재 및 원본) |
| 102      | 1 헥토미터 (hm)  | 300 m         | 파리의 유명한 기념물 중 하나인 에펠탑의 높이                                                                                                |
| 102      | 1 헥토미터 (hm)  | 979 m         | 세계에서 가장 높은 자유 낙하 폭포인 앙헬 폭포의 높이 (베네수엘라)                                                                           |
| 103      | 1 킬로미터 (km)  | 2.3 km        | 세계에서 가장 큰 댐인 싼샤 댐의 길이 |
| 103      | 1 킬로미터 (km)  | 3.1 km        | 이탈리아와 시칠리아를 분리하는 메시나 해협의 가장 좁은 폭                                                                                   |
| 103      | 1 킬로미터 (km)  | 8.848 km      | 지구에서 가장 높은 산인 에베레스트산의 높이                                                                                                 |
| 104      | 10 km            | 10.9 km       | 지구 표면에서 가장 깊은 지점인 마리아나 해구의 챌린저 해연의 깊이                                                                           |
| 104      | 10 km            | 27 km         | 2010년 5월 기준, 가장 크고 에너지가 높은 입자 가속기인 대형 강입자 충돌기의 둘레                                                            |
| 104      | 10 km            | 42.195 km     | 마라톤의 길이 |
| 105      | 100 km           | 100 km        | IAU가 우주 공간의 한계로 간주하는 거리, 카르만 선이라고도 불림                                                                              |
| 105      | 100 km           | 163 km        | 지중해와 홍해를 연결하는 수에즈 운하의 길이                                                                                                 |
| 105      | 100 km           | 491 km        | 스페인과 프랑스를 분리하는 피레네산맥의 길이                                                                                                |
| 105      | 100 km           | 600 km        | 열권 높이 |
| 105      | 100 km           | 974.6 km      | 세레스 왜행성의 최대 지름. |
| 106      | 1 메가미터 (Mm)  | 2.38 Mm       | 왜행성 명왕성의 지름, 이전에는 태양계에서 가장 작은 행성 범주                                                                               |
| 106      | 1 메가미터 (Mm)  | 3.48 Mm       | 달의 지름 |
| 106      | 1 메가미터 (Mm)  | 5.2 Mm        | 르망 24시 자동차 내구 레이스 우승자가 주행하는 일반적인 거리                                                                                |
| 106      | 1 메가미터 (Mm)  | 6.259 Mm      | 만리장성의 길이 |
| 106      | 1 메가미터 (Mm)  | 6.371 Mm      | 지구의 평균 반지름 |
| 106      | 1 메가미터 (Mm)  | 6.378 Mm      | 지구의 적도 반지름 |
| 106      | 1 메가미터 (Mm)  | 6.6 Mm        | 가장 긴 두 강, 나일강과 아마존강의 대략적인 길이                                                                                            |
| 106      | 1 메가미터 (Mm)  | 7.821 Mm      | 캐나다 횡단도로의 길이 |
| 106      | 1 메가미터 (Mm)  | 9.288 Mm      | 세계에서 가장 긴 시베리아 횡단 철도의 길이                                                                                                  |

### 천문 척도
| 인자 (m)                           | 배수                                 | 값                                   | 항목 |
| ---------------------------------- | ------------------------------------ | ------------------------------------ | --- |
| 107                                | 10 Mm                                | 12.756 Mm                            | 지구의 적도 지름 |
| 107                                | 10 Mm                                | 20.004 Mm                            | 지구의 경선 길이 (지표면을 따라 지구의 극점 사이 거리) |
| 107                                | 10 Mm                                | 40.075 Mm                            | 지구 적도의 길이 |
| 108                                | 100 Mm                               | 142.984 Mm                           | 목성의 지름 |
| 108                                | 100 Mm                               | 299.792 Mm                           | 진공에서 빛이 1초 동안 이동하는 거리 (1 광초, 빛의 속력의 정의에 따라 정확히 299,792,458 m)                                                                                            |
| 108                                | 100 Mm                               | 384.4 Mm                             | 달의 지구 공전 거리 |
| 109                                | 1 기가미터 (Gm)                      | 1.39 Gm                              | 태양의 지름 |
| 109                                | 1 기가미터 (Gm)                      | 5.15 Gm                              | 자동차(1966년 볼보 P-1800S)로 기록된 역대 최대 주행 거리 (320만 마일) |
| 10                                 | 10 Gm                                | 18 Gm                                | 대략 1 광분 |
| 1011                               | 100 Gm                               | 150 Gm                               | 1 천문단위 (au); 지구와 태양 사이의 평균 거리 |
| 1012                               | 1 테라미터 (Tm)                      | 1.3 Tm                               | 베텔게우스의 광학 지름 |
| 1012                               | 1 테라미터 (Tm)                      | 1.4 Tm                               | 토성의 태양 공전 거리 |
| 1012                               | 1 테라미터 (Tm)                      | 2 Tm                                 | 알려진 가장 큰 별 중 하나인 큰개자리 VY의 추정 광학 지름 |
| 1012                               | 1 테라미터 (Tm)                      | 5.9 Tm                               | 명왕성의 태양 공전 거리 |
| 1012                               | 1 테라미터 (Tm)                      | ~ 7.5 Tm                             | 카이퍼대의 바깥 경계 |
| 1013                               | 10 Tm                                |                                      | 전체 태양계의 지름 |
| 1013                               | 10 Tm                                | 16.09 Tm                             | 성인 인체의 모든 세포에 있는 DNA 분자의 총 길이 |
| 1013                               | 10 Tm                                | 21.49 Tm                             | 2018년 10월 현재 보이저 1호 우주선이 태양으로부터의 거리, 지금까지 가장 멀리 떨어진 인공 물체                                                                                          |
| 1013                               | 10 Tm                                | 62.03 Tm                             | 현재까지 가장 큰 블랙홀인 NGC 4889의 초대질량 블랙홀 사건의 지평선의 추정 반지름 |
| 1014                               | 100 Tm                               | 180 Tm                               | 페가수스자리 51 별 주위의 먼지 원반의 크기 |
| 1015                               | 1 페타미터 (Pm)                      | ~7.5 Pm                              | 오르트 구름의 추정 외부 경계 (~ 50,000 au) |
| 1015                               | 1 페타미터 (Pm)                      | 9.461 Pm                             | 진공에서 빛이 1년 동안 이동하는 거리; 현재 속도로 보이저 1호는 이 거리를 이동하는 데 17,500년이 걸릴 것이다.                                                                           |
| 1016                               | 10 Pm                                | 30.857 Pm                            | 1 파섹 |
| 1016                               | 10 Pm                                | 39.9 Pm                              | 가장 가까운 별(센타우루스자리 프록시마)까지의 거리 |
| 1016                               | 10 Pm                                | 41.3 Pm                              | 2013년 3월 현재, 가장 가까운 발견된 외계 행성(센타우루스자리 알파 Bc)까지의 거리 |
| 1017                               | 100 Pm                               | 193 Pm                               | 2010년 10월 현재, 과학적으로 현재 정의된 생명체를 지원할 가능성이 있는 가장 가까운 발견된 외계 행성(글리제 581 d)까지의 거리                                                           |
| 1017                               | 100 Pm                               | 615 Pm                               | 고출력 TV 방송이 대기를 통해 우주로 누출되어 발생하는 인류의 무선 거품의 대략적인 반지름                                                                                               |
| 1018                               | 1 엑사미터 (Em)                      | 1.9 Em                               | 가까운 태양 쌍둥이(HIP 56948), 태양과 거의 동일한 특성을 가진 별까지의 거리 |
| 1019                               | 10 Em                                | 9.46 Em                              | 우리 은하의 평균 두께 (21 cm 관측에 따르면 1,000~3,000 광년) |
| 1020                               | 100 Em                               | 113.5 Em                             | 우리 은하의 가스 원반 두께 |
| 1021                               | 1 제타미터 (Zm)                      |                                      | |
| 1021                               | 1 제타미터 (Zm)                      | 1.54 Zm                              | SN 1987A까지의 거리, 가장 최근에 맨눈으로 관측된 초신성 |
| 1021                               | 1 제타미터 (Zm)                      | 1.62 Zm                              | 대마젤란 은하까지의 거리 (우리 은하를 공전하는 왜소은하) |
| 1021                               | 1 제타미터 (Zm)                      | 1.66 Zm                              | 소마젤란 은하까지의 거리 (우리 은하를 공전하는 또 다른 왜소은하) |
| 1021                               | 1 제타미터 (Zm)                      | 1.9 Zm                               | 우리 은하 원반의 지름 |
| 1021                               | 1 제타미터 (Zm)                      | 6.15 Zm                              | 거대 나선 은하 말린 1의 낮은 표면 밝기 원반 헤일로의 지름 |
| 1022                               | 10 Zm                                | 13.25 Zm                             | 가장 큰 은하 중 하나인 IC 1101의 희미한 항성 헤일로의 반지름 |
| 1022                               | 10 Zm                                | 24 Zm                                | 안드로메다 은하까지의 거리 |
| 1022                               | 10 Zm                                | 30.8568 Zm                           | 1 메가파섹 |
| 1022                               | 10 Zm                                | 50 Zm                                | 은하의 국부은하군의 지름 |
| 1023                               | 100 Zm                               | 300–600 Zm                           | 은하의 처녀자리 은하단까지의 거리 |
| 1024                               | 1 요타미터 (Ym)                      | 2.19 Ym                              | 국부 초은하단과 가장 큰 공동 및 필라멘트의 지름 |
| 1024                               | 1 요타미터 (Ym)                      | 2.8 Ym                               | 대규모 구조의 종말 |
| 1024                               | 1 요타미터 (Ym)                      | ~5 Ym                                | 시계자리 초은하단의 지름 |
| 1024                               | 1 요타미터 (Ym)                      | 9.461 Ym                             | 지구를 포함하는 초은하단 복합체인 물고기자리-고래자리 복합 초은하단의 지름 |
| 1025                               | 10 Ym                                | 13 Ym                                | 거대한 은하 장성(은하 필라멘트)인 슬론 장성의 길이 |
| 1025                               | 10 Ym                                | 30.857 Ym                            | 1 기가파섹 |
| 1025                               | 10 Ym                                | 37.84 Ym                             | 73개 퀘이사로 이루어진 초거대퀘이사군의 길이 |
| 1026                               | 100 Ym                               | 95 Ym                                | 특정 퀘이사까지의 추정 광속 이동 거리. 2014년 현재 관측 가능한 우주에서 가장 크고 거대한 구조인 헤라클레스자리-북쪽왕관자리 장성의 길이                                                |
| 1026                               | 100 Ym                               | 127 Ym                               | 지금까지 관측된 가장 먼 천체인 GN-z11까지의 추정 광속 이동 거리 |
| 1026                               | 100 Ym                               | 870 Ym                               | 관측 가능한 우주의 대략적인 지름(고유 거리) |
| 1027                               | 1 Rm                                 | 1.2 Rm                               | WMAP 데이터를 95% 신뢰도로 사용하여 한 추정치에 따르면, 만약 우주가 3차원 초구라면 (아마도 무한한) 우주 반지름의 하한 이는 우주에 최소 21개의 입자 지평선 크기 부피가 있음을 의미한다. |
| {\displaystyle 10^{10^{115}}}      | {\displaystyle 10^{10^{115}}} m      | {\displaystyle 10^{10^{115}}} m      | 확률의 법칙에 따르면, 우리 관측 가능한 우주와 동일한 조건의 공간 부피를 만날 때까지 이동해야 하는 거리.                                                                                |
| {\displaystyle 10^{10^{10^{122}}}} | {\displaystyle 10^{10^{10^{122}}}} m | {\displaystyle 10^{10^{10^{122}}}} m | 우주 인플레이션 이후 우주의 최대 크기, 경계 조건 없는 제안의 한 해결책에 의해 시사됨                                                                                                   |

## 1 퀘토미터 이하
퀘토미터(SI 기호: qm)는 미터법의 길이의 단위로 10−30 미터와 같다.
서로 다른 크기 정도를 비교하는 데 도움이 되도록, 이 섹션은 10−30 m (1 qm)보다 짧은 길이를 나열한다.
- 1.6 × 10−5 퀘토미터 (1.6 × 10−35 미터) – 플랑크 길이 (현재 물리학 이론에 따르면 이보다 짧은 거리는 물리적인 의미가 없다.)
- 1 qm – 1 퀘토미터, SI 기본 단위 길이의 가장 작은 명명된 하위 단위, 10억분의 1 미터.[55]

## 1 론토미터
론토미터(SI 기호: rm)는 미터법의 길이의 단위로 10−27 미터와 같다.
- 1 rm – 1 론토미터, SI 기본 단위 길이의 하위 단위, 10해분의 1 미터.[55]

## 10 론토미터
- 10 rm – 면적이 1 반인 정사각형의 한 변의 길이, 핵물리학에서 사용되는 표적 단면적의 단위

## 1 욕토미터
욕토미터(SI 기호: ym)는 미터법의 길이의 단위로 10−24 미터와 같다.
- 2 ym – 클라이드 코원과 프레더릭 라이너스가 측정한 1 MeV 중성미자의 유효 단면적 반경.[56]

## 1 젭토미터
젭토미터(SI 기호: zm)는 미터법의 길이의 단위로 10−21 미터와 같다.
서로 다른 크기 정도를 비교하는 데 도움이 되도록, 이 섹션은 10−21 m에서 10−20 m (1 zm에서 10 zm) 사이의 길이를 나열한다.
- 2 zm – 끈 이론에서 우주 끈의 너비에 대한 상한.
- 2 zm – 핵자에서 산란하는 20 GeV 중성미자의 유효 단면적 반경[3]
- 7 zm – 핵자에서 산란하는 250 GeV 중성미자의 유효 단면적 반경[3]

## 10 젭토미터
서로 다른 크기 정도를 비교하는 데 도움이 되도록, 이 섹션은 10−20 m에서 10−19 m (10 zm에서 100 zm) 사이의 길이를 나열한다.

## 100 젭토미터
서로 다른 크기 정도를 비교하는 데 도움이 되도록, 이 섹션은 10−19 m에서 10−18 m (100 zm에서 1 am) 사이의 길이를 나열한다.
- 177 zm – 대형 강입자 충돌기의 양성자 드브로이 파장 (2010년 기준 7 TeV)

## 1 아토미터
아토미터(SI 기호: am)는 미터법의 길이의 단위로 10−18 미터와 같다.
서로 다른 크기 정도를 비교하는 데 도움이 되도록, 이 섹션은 10−18 m에서 10−17 m (1 am에서 10 am) 사이의 길이를 나열한다.
- 1 am – LIGO 탐지기의 중력파 감도
- 1 am – 쿼크와 전자의 크기에 대한 상한

## 10 아토미터
서로 다른 크기 정도를 비교하는 데 도움이 되도록, 이 섹션은 10−17 m에서 10−16 m (10 am에서 100 am) 사이의 길이를 나열한다.
- 10–100 am – 약한 상호작용의 범위[57]
- 86 am – 바닥 에타 중간자의 전하 반지름[58]

## 100 아토미터
서로 다른 크기 정도를 비교하는 데 도움이 되도록, 이 섹션은 10−16 m에서 10−15 m (100 am에서 1 fm) 사이의 길이를 나열한다.
- 831 am – 대략적인 양성자 반지름[59][60]

## 1 펨토미터 (또는 1 페르미)
펨토미터(SI 기호: fm)는 미터법의 길이의 단위로 10−15 미터와 같다.
입자물리학에서 이 단위는 때때로 "fm" 약어를 가진 페르미라고도 불린다. 서로 다른 크기 정도를 비교하는 데 도움이 되도록, 이 섹션은 10−15 미터에서 10−14 미터 (1 펨토미터에서 10 fm) 사이의 길이를 나열한다.
- 1 fm – 중성자의 지름, 글루온이 쿼크 사이에서 전달하는 색력의 대략적인 범위 한계[6][7]
- 1.5 fm – 11 MeV 양성자가 표적 양성자와 산란 단면적의 지름[8]
- 1.75 fm – 양성자의 유효 전하 지름[61]
- 2.81794 fm – 고전전자반지름[62]
- 3 fm – 중간자가 매개하는 핵 결합력의 대략적인 범위 한계[6][7]
- 7 fm – 140도 이상으로 6 MeV 알파 입자를 산란시키는 금 원자핵의 유효 산란 단면적의 반지름[8]

## 10 펨토미터
서로 다른 크기 정도를 비교하는 데 도움이 되도록, 이 섹션은 10−14 m에서 10−13 m (10 fm에서 100 fm) 사이의 길이를 나열한다.
- 1.75 to 15 fm – 원자핵의 지름 범위
- 10 fm – 면적이 1 반 (10−28 m2)인 정사각형의 한 변의 길이, 핵물리학에서 사용되는 표적 단면적의 단위
- 30.8568 fm – 1 퀘토파섹 (10−30 파섹)

## 100 펨토미터
서로 다른 크기 정도를 비교하는 데 도움이 되도록, 이 섹션은 10−13 m에서 10−12 m (100 fm에서 1 pm) 사이의 길이를 나열한다.
- 570 fm – 우라늄 원자, 가장 무거운 자연 발생 원자에서 두 개의 가장 안쪽 전자 (1s 껍질의 전자)의 원자핵으로부터의 전형적인 거리

## 1 피코미터
피코미터(SI 기호: pm)는 미터법의 길이의 단위로 10−12 미터 (⁠1/1000000000000⁠ m = 0.000000000001 m).
서로 다른 크기 정도를 비교하는 데 도움이 되도록, 이 섹션은 10−12에서 10−11 m (1 pm에서 10 pm) 사이의 길이를 나열한다.
- 1 pm – 백색왜성의 원자핵 사이 거리
- 1 pm – 음향학에서 입자 변위의 기준값[63]
- 2.4 pm – 전자의 콤프턴 파장
- 5 pm – 더 짧은 엑스선 파장 (대략)

## 10 피코미터
서로 다른 크기 정도를 비교하는 데 도움이 되도록, 이 섹션은 10−11에서 10−10 m (10 pm에서 100 pm) 사이의 길이를 나열한다.
- 25 pm – 가장 작은 중성 원자인 헬륨 원자의 대략적인 반지름[64][65]
- 30.8568 pm – 1 론토파섹
- 50 pm – 수소 원자의 반지름
- 50 pm – 보어 반지름: 수소 원자의 대략적인 반지름
- ~50 pm – 고해상도 투과 전자 현미경의 최상의 해상도
- 60 pm – 탄소 원자의 반지름
- 93 pm – 이원자 탄소 분자의 길이
- 96 pm – 물 분자의 H–O 결합 길이

## 100 피코미터
서로 다른 크기 정도를 비교하는 데 도움이 되도록, 이 섹션은 10−10에서 10−9 m (100 pm에서 1 nm; 1 Å에서 10 Å) 사이의 길이를 나열한다.
- 100 pm – 1 옹스트롬
- 100 pm – 황 원자의 공유 반지름[66]
- 120 pm – 중성 수소 원자의 반데르발스 반지름[67]
- 120 pm – 금 원자의 반지름
- 126 pm – 루테늄 원자의 공유 반지름
- 135 pm – 테크네튬 원자의 공유 반지름
- 150 pm – 전형적인 공유 결합의 길이 (C–C)
- 153 pm – 은 원자의 공유 반지름
- 155 pm – 지르코늄 원자의 공유 반지름
- 175 pm – 툴륨 원자의 공유 반지름
- 200 pm – 전형적인 전자현미경의 최고 해상도[68]
- 225 pm – 세슘 원자의 공유 반지름
- 280 pm – 물 분자의 평균 크기
- 298 pm – 세슘 원자의 반지름, 가장 큰 원자 반지름으로 계산됨
- 340 pm – 단일 층 그래핀의 두께
- 356.68 pm – 다이아몬드 단위 격자의 너비
- 403 pm – 플루오린화 리튬 단위 격자의 너비
- 500 pm – 단백질 α 나선의 너비
- 543 pm – 실리콘 격자 간격
- 560 pm – 염화 나트륨 단위 격자의 너비
- 700 pm – 포도당 분자의 너비
- 700 pm – 버키볼의 지름[69]
- 780 pm – 석영 단위 격자의 평균 너비
- 820 pm – 얼음 단위 격자의 평균 너비
- 900 pm – 코에사이트 단위 격자의 평균 너비

## 1 나노미터
나노미터(SI 기호: nm)는 미터법의 길이의 단위로 10−9 미터 (⁠1/1000000000⁠ m = 0.000000001 m).
서로 다른 크기 정도를 비교하는 데 도움이 되도록, 이 섹션은 10−9에서 10−8 m (1 nm에서 10 nm) 사이의 길이를 나열한다.
- 1 nm – 탄소 나노튜브의 지름
- 1 nm – 알베르트 아인슈타인이 계산한 수크로스 분자의 대략적인 길이
- 2.3 nm – 인지질의 길이
- 2.3 nm – 마이크로프로세서에서 가장 작은 게이트 산화물 두께
- 3 nm – DNA 나선의 너비
- 3 nm – 하드 디스크의 헤드 공중 부상 높이
- 3 nm – 2022년경에 제조된 메모리 셀의 평균 하프 피치
- 3.4 nm – DNA 회전의 길이 (10 bp)
- 3.8 nm – 알부민 분자의 크기
- 5 nm – 16 nm 프로세서의 게이트 길이 크기
- 5 nm – 2019–2020년경에 제조된 메모리 셀의 평균 하프 피치
- 6 nm – 인지질 이중층의 길이
- 6–10 nm – 세포막의 두께
- 6.8 nm – 헤모글로빈 분자의 너비
- 7 nm – 액틴 필라멘트의 지름
- 7 nm – 2018년경에 제조된 메모리 셀의 평균 하프 피치
- 10 nm – 그람 음성 세균의 세포벽 두께

## 10 나노미터

반도체 제조 공정 노드의 크기와 일부 미시적 물체 및 가시광선 파장 비교. 이 척도에서 인간 머리카락의 너비는 이미지의 약 10배이다.

서로 다른 크기 정도를 비교하는 데 도움이 되도록, 이 섹션은 10−8에서 10−7 m (10 nm에서 100 nm) 사이의 길이를 나열한다.
- 10 nm 가장 짧은 극자외선 파장 또는 가장 긴 엑스선 파장[71]
- 10 nm – 나노와이어의 평균 길이
- 10 nm – 담배 연기의 하위 크기[72]
- 10 nm – 2016년–2017년경에 제조된 메모리 셀의 평균 하프 피치
- 13 nm – EUV 리소그래피에 사용되는 파장의 길이
- 14 nm – 돼지 서코바이러스의 길이
- 14 nm – 2013년경에 제조된 메모리 셀의 평균 하프 피치
- 15 nm – 항체의 길이
- 18 nm – 담배모자이크바이러스의 지름[73] (일반적으로, 바이러스는 20 nm에서 450 nm까지 크기가 다양하다.)
- 20 nm – 나노베의 길이, 가장 작은 생명체 형태 중 하나일 수 있음
- 20–80 nm – 그람 양성균의 세포벽 두께[74]
- 20 nm – 세균의 편모 두께[75]
- 22 nm – 2011년–2012년경에 제조된 메모리 셀의 평균 하프 피치
- 22 nm – 2009년 9월 생산 마이크로프로세서의 최소 피처 크기[76]
- 25 nm – 미세소관의 지름
- 30 nm – 식용유 연기의 하위 크기
- 30.8568 nm – 1 욕토파섹
- 32 nm – 2009년–2010년경에 제조된 메모리 셀의 평균 하프 피치
- 40 nm – 극자외선 파장
- 45 nm – 2007년–2008년경에 제조된 메모리 셀의 평균 하프 피치
- 50 nm – 공중 바이러스 입자의 상위 크기
- 50 nm – 하드 디스크의 헤드 공중 부상 높이[77]
- 65 nm – 2005년–2006년경에 제조된 메모리 셀의 평균 하프 피치
- 58 nm – T7 파지의 높이
- 90 nm – 사람면역결핍바이러스 (HIV) (일반적으로, 바이러스는 20 nm에서 450 nm까지 크기가 다양하다.)
- 90 nm – 2002년–2003년경에 제조된 메모리 셀의 평균 하프 피치
- 100 nm – 메소포러스 실리카 나노입자의 길이

## 100 나노미터

반도체 제조 공정 노드의 크기와 일부 미시적 물체 및 가시광선 파장 비교. 이 척도에서 인간 머리카락의 너비는 이미지의 약 10배이다.

서로 다른 크기 정도를 비교하는 데 도움이 되도록, 이 섹션은 10−7에서 10−6 m (100 nm에서 1 μm) 사이의 길이를 나열한다.
- 100 nm – 수술용 마스크를 통과할 수 있는 가장 큰 입자 크기[79]
- 100 nm – 목재 연기 입자의 90%가 이보다 작다.
- 120 nm – ULPA 필터를 통과할 수 있는 가장 큰 입자 크기[80]
- 120 nm – 사람면역결핍바이러스 (HIV)의 지름[81]
- 120 nm – SARS-CoV-2의 대략적인 지름[82]
- 125 nm – 콤팩트 디스크의 표준 피트 깊이 (너비: 500 nm, 길이: 850 nm에서 3.5 μm)
- 180 nm – 광견병 바이러스의 전형적인 길이
- 200 nm – 가장 작은 세균 중 하나인 미코플라스마 세균의 전형적인 크기
- 300 nm – HEPA (고효율 미립자 공기) 필터를 통과할 수 있는 가장 큰 입자 크기 (N100은 300 nm에서 최대 99.97% 제거, N95는 300 nm에서 최대 95% 제거)[83]
- 300–400 nm – 자외선 근처의 파장
- 400–420 nm – 보라색 빛의 파장 (색 및 가시광선 참조)
- 420–440 nm – 남색 빛의 파장
- 440–500 nm – 파란색 빛의 파장
- 500–520 nm – 시안색 빛의 파장
- 520–565 nm – 녹색 빛의 파장
- 565–590 nm – 노란색 빛의 파장
- 590–625 nm – 주황색 빛의 파장
- 625–700 nm – 빨간색 빛의 파장
- 700–1.4 μm – 근적외선 복사의 파장

## 1 마이크로미터 (또는 1 미크론)
마이크로미터(SI 기호: μm)는 미터법의 길이의 단위로 10−6 미터 (⁠1/1000000⁠ m = 0.000001 m).

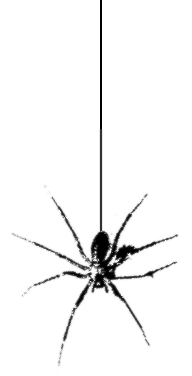
거미줄의 비단은 5–7 μm 너비이다.

서로 다른 크기 정도를 비교하는 데 도움이 되도록, 이 섹션은 10−6에서 10−5 m (1에서 10 마이크로미터, 또는 μm) 사이의 길이를 가진 항목들을 나열한다.
- ~0.7–300 μm – 적외선 복사의 파장
- 1 μm – 면적이 10−12 m2인 정사각형의 한 변
- 1 μm – 부피가 10−18 m3 (1 fL)인 정육면체의 모서리
- 1–10 μm – 전형적인 세균의 지름
- 1 μm – 리소좀의 길이
- 1–2 μm – 탄저 포자[84]
- 2 μm – 평균 대장균 세균의 길이
- 3–4 μm – 전형적인 효모 세포의 크기[85]
- 5 μm – 전형적인 인간 정자 머리의 길이[86]
- 6 μm – 120분 (C120) 콤팩트 카세트의 테이프 두께[87]
- 7 μm – 전형적인 진핵 세포의 핵 지름
- 약 7 μm – 인간 적혈구의 지름[88]
- 3–8 μm – 거미줄의 실 가닥 너비[89]
- 5–10 μm – 엽록체의 너비[90]
- 8–11 μm – 지상 안개 또는 미스트 물방울의 크기[91][note 4]
- 7–12 μm – 인간 백혈구의 지름
- 8–10 μm – 인간 대식세포의 지름

## 10 마이크로미터

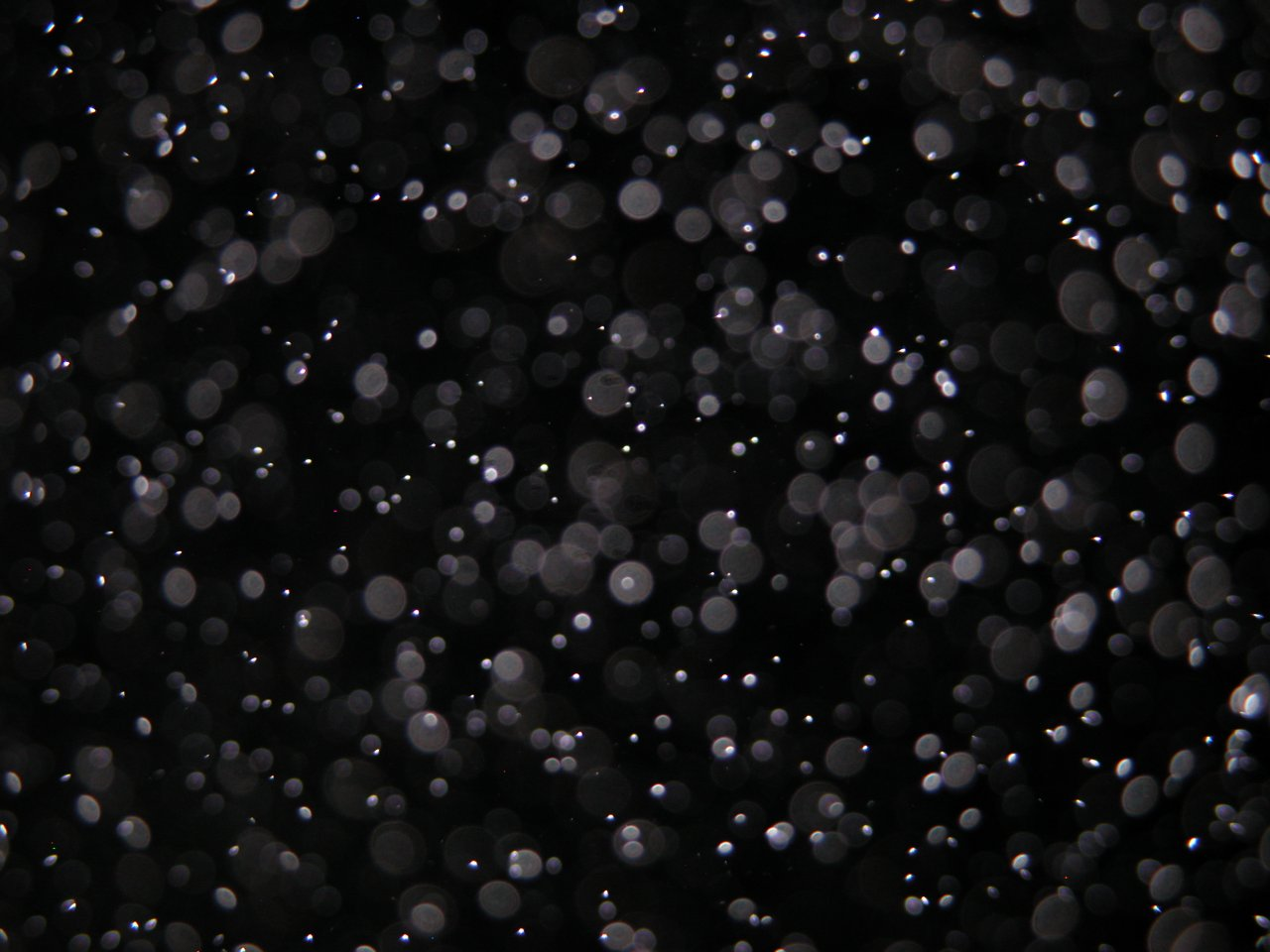
안개 입자는 길이가 약 10–50 μm이다.

서로 다른 크기 정도를 비교하는 데 도움이 되도록, 이 섹션은 10−5 m에서 10−4 m (10 μm에서 100 μm) 사이의 길이를 나열한다.
- 10 μm – 면섬유의 너비[92]
- 10 μm – 레고 브릭의 공차[93]
- 10 μm – 세계 최초의 상업용 마이크로프로세서인 인텔 4004의 트랜지스터 너비
- 10 μm – 인간 적혈구의 평균 가장 긴 치수
- 5–20 μm – 집먼지 진드기 배설물[94]
- 10.6 μm – 이산화 탄소 레이저에서 방출되는 빛의 파장
- 15 μm – 견섬유의 너비
- 17 μm – 인간 털 한 가닥의 최소 너비[25]
- 17.6 μm – 타이포그래피의 길이 단위인 1 트윕
- 10 to 55 μm – 모섬유의 너비[92]
- 25.4 μm – 1/1,000 인치, 미국에서는 일반적으로 1 밀, 영국에서는 1 사우라고 불린다.
- 30 μm – 인간 피부 세포의 길이
- 30.8568 μm – 1 젭토파섹
- 50 μm – 유글레나 그래실리스, 편모원생생물의 전형적인 길이[95]
- 50 μm – 인간 간 세포의 전형적인 길이, 평균 크기의 신체 세포
- 50 μm – 미사 입자의 길이
- 60 μm – 정자 세포의 길이
- 78 μm — 아이폰 4 디스플레이의 화소 너비, 레티나 디스플레이로 마케팅됨[96]
- 70 to 180 μm – 종이의 두께

## 100 마이크로미터

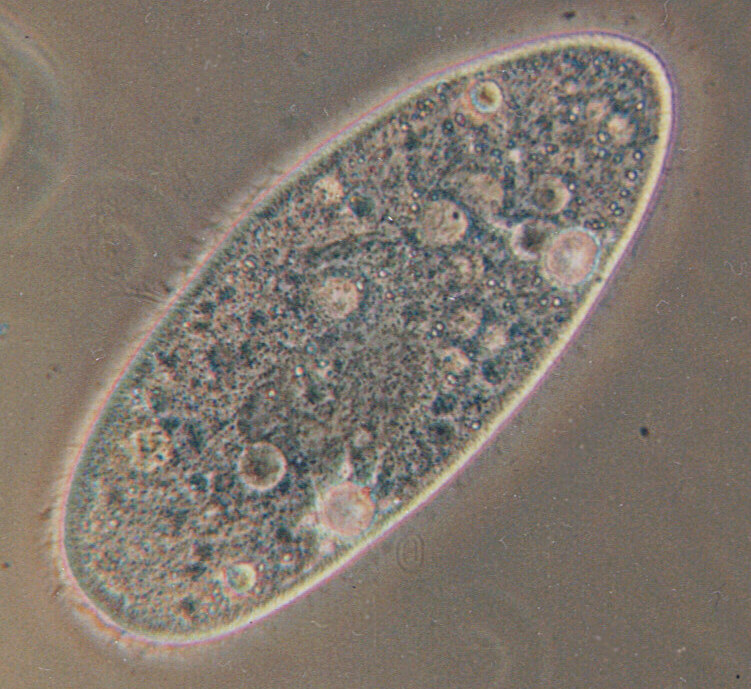
짚신벌레는 길이가 약 300 μm이다.

서로 다른 크기 정도를 비교하는 데 도움이 되도록, 이 섹션은 10−4 m에서 10−3 m (100 μm에서 1 mm) 사이의 길이를 나열한다. 미리미터(myriometre, 약어 mom, 100 마이크로미터에 해당; 미리아미터, 10 킬로미터와 자주 혼동됨)라는 용어는 더 이상 사용되지 않는다; 십진 접두어 myria- (때때로 myrio-로도 쓰임)는 구식이며 1960년에 국제단위계가 도입될 때 접두어에 포함되지 않았다.
- 100 μm – 1 밀리미터의 1/10
- 100 μm – 0.00394 인치
- 100 μm – 육안으로 볼 수 있는 최소 거리
- 100 μm – 사람의 털 가닥의 평균 지름[25]
- 100 μm – 도료 한 겹의 두께
- 100 μm – 먼지 입자의 길이
- 120 μm – 플랑크 길이와 관측 가능한 우주의 지름의 기하 평균: √8.8 × 1026 m × 1.6 × 10−35 m
- 120 μm – 인간 난자의 지름
- 170 μm – 가장 큰 포유류 정자 세포의 길이 (쥐)[105]
- 170 μm – Drosophila bifurca 초파리에 속하는 자연에서 가장 큰 정자 세포의 길이[106][107]
- 181 μm – 인간 털 한 가닥의 최대 너비[25]
- 100–400 μm – 인간 모낭에 사는 모낭 진드기의 길이
- 175–200 μm – 태양 전지의 전형적인 두께.
- 200 μm – 짚신벌레 카우다툼, 섬모충 원생생물의 전형적인 길이
- 200 μm – 가장 작은 일반적인 기계 연필심의 공칭 너비 (0.2 mm)
- 250–300 μm – 집먼지 진드기의 길이[108]
- 340 μm – 1024×768 해상도를 가진 17인치 모니터의 화소 길이
- 500 μm – 아메바 프로테우스, 아메바성 원생생물의 전형적인 길이
- 500 μm – MEMS 마이크로 엔진[109]
- 500 μm – 모래 알갱이의 평균 길이
- 500 μm – 소금 알갱이의 평균 길이
- 500 μm – 설탕 알갱이의 평균 길이
- 560 μm – 인간 각막의 중앙 부위 두께[26]
- 750 μm – 티오마르가리타 나미비엔시스의 지름, 알려진 가장 큰 세균[110]
- 760 μm – 식별 카드의 두께

## 1 밀리미터
밀리미터(SI 기호: mm)는 미터법의 길이의 단위로 10−3 미터 (⁠1/1000⁠ m = 0.001 m).

평균 붉은개미는 길이가 약 5 mm이다.

서로 다른 크기 정도를 비교하는 데 도움이 되도록, 이 섹션은 10−3 m에서 10−2 m (1 mm에서 1 cm) 사이의 길이를 나열한다.
- 1.0 mm – 1 미터의 1/1,000
- 1.0 mm – 0.03937 인치 또는 5/127 (정확히)
- 1.0 mm – 면적이 1 mm²인 정사각형의 한 변
- 1.0 mm – 핀 헤드의 지름
- 1.5 mm – 평균 벼룩의 길이[27]
- 2.54 mm – 오래된 이중 직렬 패키지 (DIP) 전자 부품의 핀 사이 거리
- 5 mm – 평균 붉은 개미의 길이
- 5 mm – 평균 쌀알의 지름
- 5.56 × 45 mm NATO – 표준 탄약 크기
- 6 mm – 연필의 대략적인 너비
- 7 mm – 페도프라이네 아마우엔시스의 길이, 가장 작은 알려진 척추동물[111]
- 7.1 mm – 해바라기 씨앗의 길이
- 7.62 × 51 mm NATO – 일반적인 군용 탄약 크기[112]
- 8 mm – 오래된 형식의 가정용 영화 필름의 너비
- 8 mm – 페도키프리스 프로게네티카, 가장 작은 알려진 물고기의 길이[113]

## 1 센티미터
센티미터(SI 기호: cm)는 미터법의 길이의 단위로 10−2 미터 (⁠1/100⁠ m = 0.01 m).

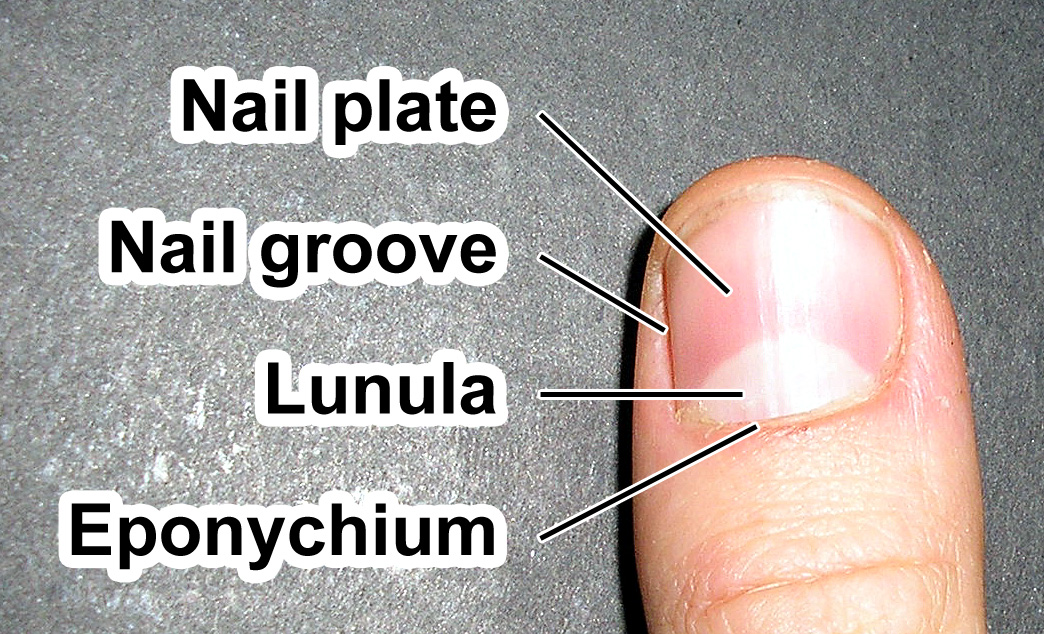
평균 인간 손톱은 너비가 1 cm이다.

서로 다른 크기 정도를 비교하는 데 도움이 되도록, 이 섹션은 10−2 m에서 10−1 m (1 cm에서 1 dm) 사이의 길이를 나열한다.
- 1 cm – 10 밀리미터
- 1 cm – 0.39 인치
- 1 cm – 면적이 1 cm2인 정사각형의 한 변
- 1 cm – 부피가 1 mL인 정육면체의 모서리
- 1 cm – 커피콩의 길이
- 1 cm – 평균 손톱의 대략적인 너비
- 1.2 cm – 벌의 길이
- 1.2 cm – 주사위의 지름
- 1.5 cm – 매우 큰 모기의 길이
- 1.6 cm – 자라과 스파에로 도마뱀, 매우 작은 파충류의 길이
- 1.7 cm – 토리우스 아보레우스, 가장 작은 도롱뇽의 길이[114]
- 2 cm – 성인 손가락의 대략적인 너비
- 2.54 cm – 1 인치
- 3.08568 cm – 1 아토파섹
- 3.4 cm – 메추라기 알의 길이[115]
- 3.5 cm – 영화 및 정지 사진에서 일반적으로 사용되는 필름의 너비
- 3.78 cm – 달이 매년 지구에서 멀어지는 거리[116]
- 4.3 cm – 골프공의 최소 지름[117]
- 5 cm – 일반적인 닭걀의 지름
- 5 cm – 벌새, 가장 작은 알려진 새의 키
- 5.08 cm – 2 인치,
- 5.5 × 5.5 × 5.5 cm – 3x3x3 루빅스 큐브의 치수
- 6.1 cm – 사과의 평균 높이
- 7.3–7.5 cm – 야구공의 지름[28]
- 8.6 cm × 5.4 cm – 표준 신용카드 (CR80이라고도 불림)의 치수[118][119]
- 9 cm – 스페클드 패들로퍼, 가장 작은 알려진 거북이의 길이

## 1 데시미터
데시미터(SI 기호: dm)는 미터법의 길이의 단위로 10−1 미터 (⁠1/10⁠ m = 0.1 m).

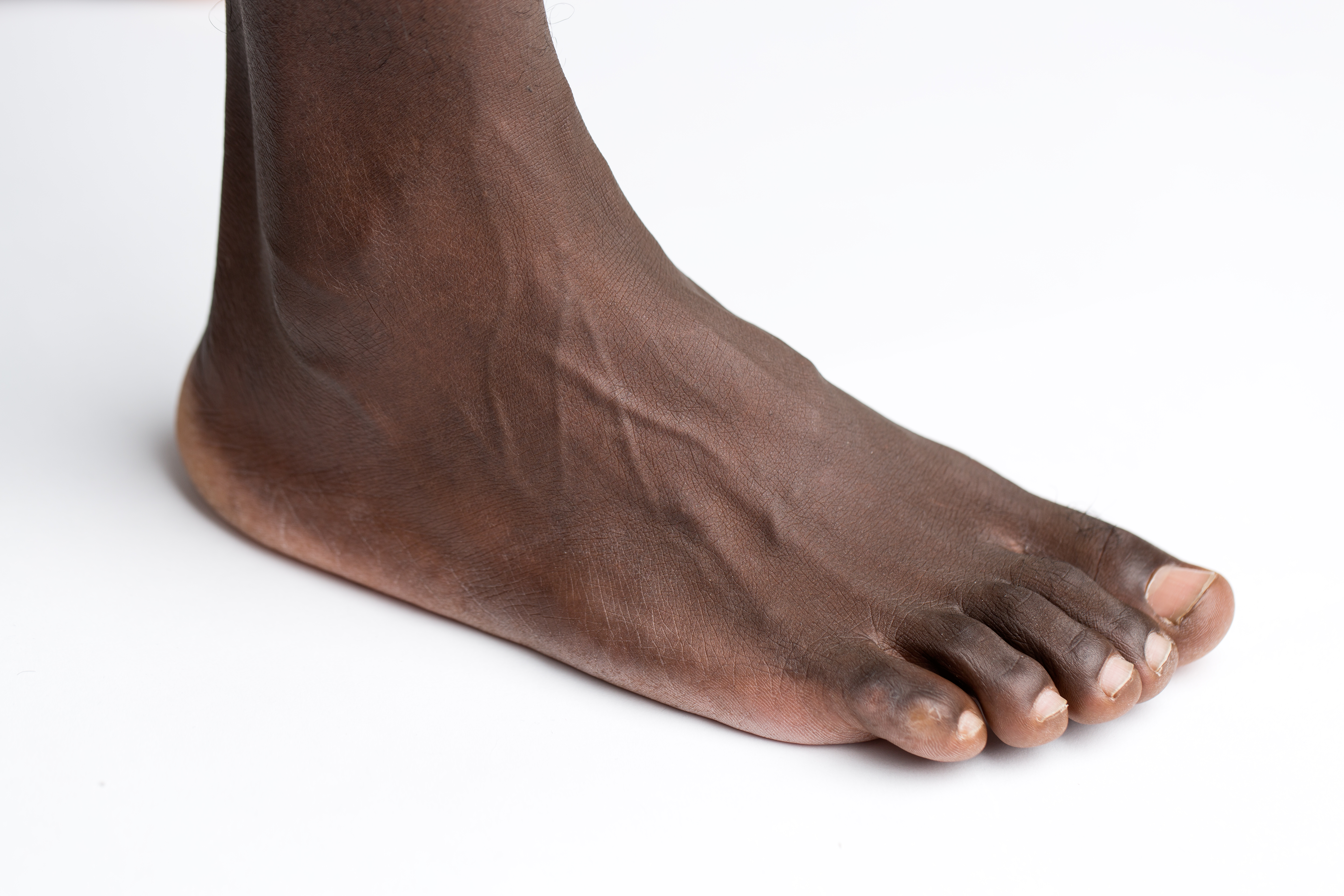
성인 발은 길이가 약 28 cm이다.

서로 다른 크기 정도를 비교하는 데 도움이 되도록, 이 섹션은 10 센티미터에서 100 센티미터 (10−1 미터에서 1 미터) 사이의 길이를 나열한다.

### 환산
10 센티미터 (약어 10 cm)는 다음와 같다:
- 1 데시미터 (dm), 일반적으로 사용되지 않는 용어 (1 L = 1 dm3.)
- 100 밀리미터
- 3.9 인치
- 면적이 0.01 m2인 정사각형의 한 변
- 부피가 1×10−3 m3 (1 L)인 정육면체의 모서리

### 파장
- 10 cm = 1.0 dm – 가장 높은 UHF 라디오 주파수, 3 GHz의 파장
- 12 cm = 1.2 dm – 2.45 GHz ISM 라디오 밴드의 파장
- 21 cm = 2.1 dm – 1.4 GHz 수소 방출선의 파장, 수소 원자의 초미세 전이
- 100 cm = 10 dm – 가장 낮은 UHF 라디오 주파수, 300 MHz의 파장

### 인간이 정의한 척도 및 구조물
- 10.16 cm = 1.016 dm – 말의 높이를 측정하는 데 사용되는 1 핸드 (4 인치)
- 12 cm = 1.2 dm – 콤팩트 디스크(CD)의 지름 (= 120 mm)
- 15 cm = 1.5 dm – 캡을 씌운 Bic 볼펜의 길이
- 22 cm = 2.2 dm – 전형적인 축구공의 지름
- 30 cm = 3 dm – 일반적인 학용자 길이 (= 300 mm)
- 30.48 cm = 3.048 dm – 1 피트 (측정 단위)
- 60 cm = 6 dm – 유럽 가정용 주방 작업대의 표준 깊이 (앞에서 뒤까지) (= 600 mm)
- 90 cm = 9 dm – 레이피어, 펜싱 검의 평균 길이[30]
- 91.44 cm = 9.144 dm – 1 야드 (측정 단위)

### 자연
- 10 cm = 1 dm – 분만 제2기에 진입할 때 인간 자궁경부의 지름
- 11 cm = 1.1 dm – 미국에서 평균 감자의 길이
- 13 cm = 1.3 dm – 골리앗 버드이터의 몸 길이
- 15 cm = 1.5 dm – 가장 큰 딱정벌레 종의 대략적인 크기
- 19 cm = 1.9 dm – 바나나의 길이
- 26.3 cm = 2.6 dm – 평균 성인 남성 발의 길이
- 29.98 cm = 2.998 dm – 진공에서 빛이 1 나노초 동안 이동하는 거리
- 30 cm = 3.0 dm – 골리앗 버드이터의 최대 다리 길이
- 31 cm = 3.1 dm – 가장 큰 나비 종인 알렉산드라비단제비나비의 날개 길이
- 32 cm – 세계에서 가장 큰 개구리인 골리앗개구리의 길이
- 46 cm = 4.6 dm – 평균 고양이의 길이
- 50 to 65 cm = 5–6.5 dm – 코아티의 꼬리
- 66 cm = 6.6 dm – 가장 긴 솔방울의 길이 (슈거파인에서 생산[120])

### 천문
- 84 cm = 8.4 dm – 유성체 2008 TS26의 대략적인 지름

## 1 미터

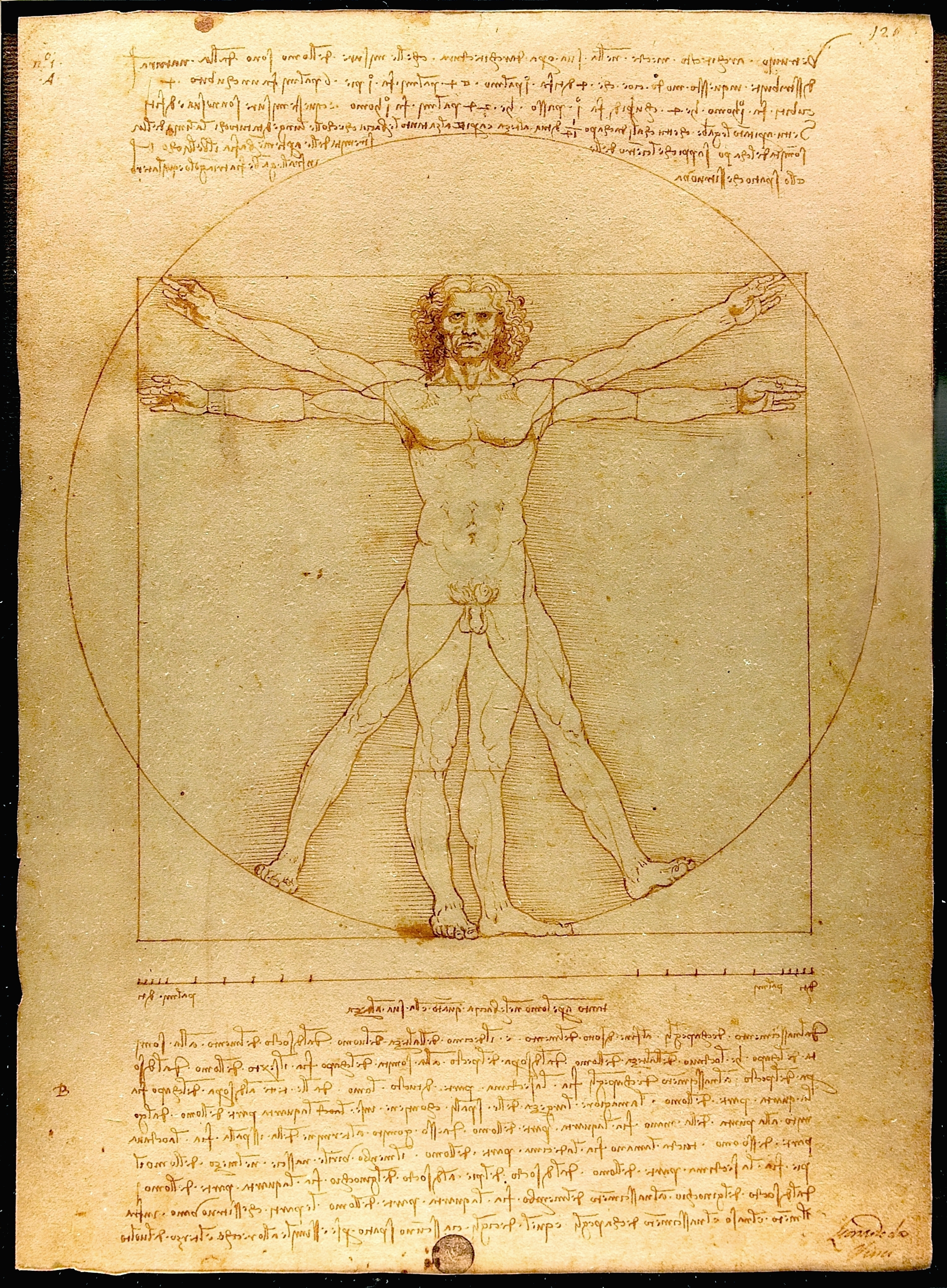
레오나르도 다빈치는 변의 길이가 1.83 m인 정사각형 안에 반지름이 약 1.2 m인 원을 그렸다.

서로 다른 크기 정도를 비교하는 데 도움이 되도록, 이 섹션은 1 미터에서 10 미터 사이의 길이를 나열한다.
진공에서 빛은 1미터를 1⁄299,792,458초, 즉 3.3356409519815E-9초에 이동한다.

### 환산
1 미터는 다음과 같다:
- 10 데시미터
- 100 센티미터
- 1,000 밀리미터
- 39.37 인치
- 3.28 피트
- 1.1 야드
- 면적이 1 m2인 정사각형의 한 변
- 표면적이 6 m2이고 부피가 1 m3인 정육면체의 모서리
- 면적이 π m2인 원의 반지름
- 표면적이 4π m2이고 부피가 4/3π m3인 구의 반지름

### 인간이 정의한 척도 및 구조물
- 1 m – 문에 있는 문손잡이 윗부분의 대략적인 높이
- 1 m – 매우 큰 비치볼의 지름
- 1.29 m – 세계에서 가장 작은 교회인 크로스 아일랜드 예배당의 길이
- 1.4 m – 세계에서 가장 작은 자동차인 필 P50의 길이
- 1.435 m – 전 세계 철도의 약 60%에서 사용되는 표준 철도 궤간 = 4 피트 81⁄2 인치
- 2.5 m – 일반적인 주거용 주택의 바닥에서 천장까지의 거리[121]
- 2.7 m – 가장 작은 비행기인 스타 버블 비 2호의 길이
- 2.77–3.44 m – 방송 라디오 FM 대역 87–108 MHz의 파장
- 3.05 m – 오래된 미니의 길이
- 8 m – 폭발한 폭탄 중 가장 큰 폭탄인 차르 봄바의 길이
- 8.38 m – 런던 버스(루트마스터)의 길이

### 스포츠
- 2.44 m – 축구 골대의 높이[122]
- 2.45 m – 인간의 최고 높이뛰기 기록 (하비에르 소토마요르)[123]
- 3.05 m – (10 피트) 농구 골대의 높이
- 8.95 m – 인간의 최고 멀리뛰기 기록 (마이크 파월)[124]

### 자연
- 1 m – 세계에서 가장 큰 꽃인 라플레시아 아르놀디의 길이
- 1 m – 플로레스인("호빗")의 키
- 1.15 m – 피조테 (포유류)
- 1.5 m – 오카피의 키
- 1.63 m – (5 피트 4 인치, 또는 64 인치) – 2002년 기준 미국 평균 여성의 키 (출처: 미국 질병통제예방센터(CDC))
- 1.75 m – (5 피트 8 인치) – 2002년 기준 미국 평균 남성의 키 (출처: 위와 동일한 미국 CDC)
- 2.4 m – 혹고니의 날개 길이
- 2.5 m – 해바라기의 키
- 2.7 m – 가장 큰 살아있는 거북이인 장수거북의 길이
- 2.72 m – (8 피트 11 인치) – 가장 키 큰 알려진 인간 (로버트 워들로)[31]
- 3 m – 자이언트 깁스랜드 지렁이의 길이
- 3 m – 가장 큰 살아있는 도마뱀인 코모도왕도마뱀의 길이
- 3.63 m – 살아있는 새의 날개 길이 기록 (떠돌이 알바트로스)
- 3.7 m – 키다리게의 다리 길이
- 3.7 m – 가장 큰 살아있는 해표류인 남방코끼리물범의 길이
- 5 m – 코끼리의 길이
- 5.2 m – 기린의 키[125]
- 5.5 m – 역사상 가장 큰 육상 포유류인 발루치테리움의 키
- 6.5 m – 역사상 가장 큰 비행하는 새인 아르젠타비스의 날개 길이
- 6.7 m – 미크로카에투스 랩피의 길이
- 7.4 m – 역사상 가장 긴 날개 길이를 가진 새인 펠라고르니스의 날개 길이.[126]
- 7.5 m – 인간 위장관의 대략적인 길이

### 천문
- 3–6 m – 유성체 2003 SQ222의 대략적인 지름
- 4.1 m – 2008년 10월 7일 지구 대기로 진입한 작은 소행성 2008 TC3의 지름[127]

## 1 데카미터
데카미터(SI 기호: dam)는 미터법의 길이의 단위로 10 미터 (101 m)와 같다.

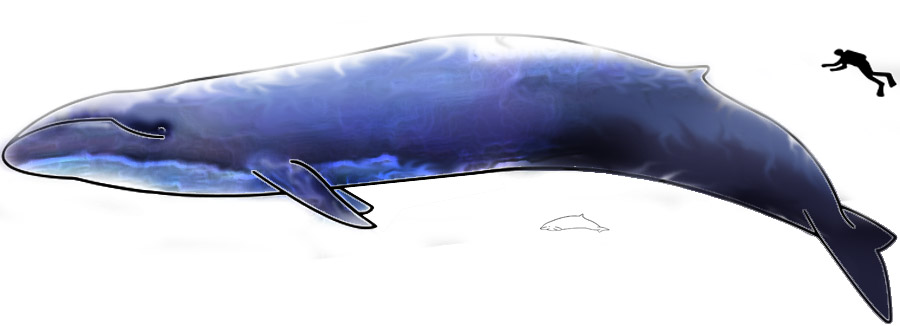
대왕고래는 길이가 33 m로 측정되었으며, 이 그림은 인간 잠수부와 돌고래의 길이를 비교한 것이다.

서로 다른 크기 정도를 비교하는 데 도움이 되도록, 이 섹션은 10에서 100 미터 사이의 길이를 나열한다.

### 환산
10 미터 (매우 드물게 약어 dam으로 불리는 데카미터)는 다음와 같다:
- 10 미터
- 100 데시미터
- 1,000 센티미터
- 10,000 밀리미터
- 10,000,000 마이크로미터 (또는 드물게 10,000,000 미크론)
- 32.8 피트
- 11 야드
- 면적이 100 m²인 정사각형의 한 변

### 인간이 정의한 척도 및 구조물
- 10 미터 – 가장 높은 단파 라디오 주파수, 30 메가Hz의 파장
- 10.2 미터 – 세계에서 가장 큰 탱크인 8호 전차 마우스의 길이
- 12 미터 – 세계에서 가장 작은 고층 빌딩인 뉴비-맥마흔 빌딩의 높이
- 23 미터 – 프랑스 파리 콩코르드 광장에 위치한 룩소르 오벨리스크의 높이
- 25 미터 – 12 MHz의 방송 라디오 단파 대역의 파장
- 29 미터 – 사부드리야 등대의 높이
- 30 미터 – 구세주 그리스도상의 높이
- 31 미터 – 9.7 MHz의 방송 라디오 단파 대역의 파장
- 32 미터 – 지구 표면에서 위도 1 초의 길이
- 33.3 미터 – 세계에서 가장 높은 풍차인 드 노르트의 높이
- 34 미터 – 호주 빅토리아 에이리 인렛에 있는 스플릿 포인트 등대의 높이
- 40 미터 – 가장 큰 헬리콥터인 밀 Mi-26의 날개 길이
- 40 미터 – 채널 터널 해저 평균 깊이
- 49 미터 – 6.1 MHz의 방송 라디오 단파 대역의 파장
- 50 미터 – 로드 트레인의 길이
- 50 미터 – 개선문의 높이
- 55 미터 – 피사의 사탑의 높이
- 62 미터 – 콩코드의 날개 길이
- 62.5 미터 – 조세르 피라미드의 높이
- 64 미터 – 보잉 747-400의 날개 길이
- 69 미터 – 안토노프 An-124의 날개 길이
- 70 미터 – 바이외 태피스트리의 길이
- 70 미터 – 전형적인 축구장의 너비
- 73 미터 – 에어버스 A380의 날개 길이
- 73 미터 – 타지마할의 높이
- 77 미터 – 보잉 747-8의 날개 길이
- 88.4 미터 – 안토노프 An-225 수송기의 날개 길이
- 93 미터 – 자유의 여신상의 높이 (자유의 여신상이 세상을 밝히다)
- 96 미터 – 빅 벤의 높이
- 100 미터 – 가장 낮은 단파 라디오 주파수, 3 MHz의 파장

### 스포츠
- 11 미터 – 복식 테니스 코트의 대략적인 너비
- 15 미터 – 표준 FIBA 농구 코트의 너비
- 15.24 미터 – NBA 농구 코트의 너비 (50 피트)
- 18.44 미터 – 야구장에서 투수 마운드 앞쪽에서 홈 플레이트 뒤쪽까지의 거리 (60 피트, 6 인치)[128]
- 20 미터 – 크리켓 피치의 길이 (22 야드)[129]
- 27.43 미터 – 야구장에서 베이스 사이의 거리 (90 피트)
- 28 미터 – 표준 FIBA 농구 코트의 길이
- 28.65 미터 – NBA 농구 코트의 길이 (94 피트)
- 49 미터 – 미식축구장의 너비 (531⁄3 야드)
- 59.436 미터 – 캐나다식 축구장의 너비 (65 야드)
- 70 미터 – 전형적인 축구장의 너비
- 91 미터 – 미식축구장의 길이 (골 라인 사이 100 야드 측정)

### 자연
- 10 미터 – 인간 소화관의 평균 길이
- 12 미터 – 사구아로 선인장의 키
- 12 미터 – 가장 큰 살아있는 물고기인 고래상어의 길이
- 12 미터 – 케찰코아틀루스의 날개 길이, 익룡
- 12.8 미터 – 역사상 가장 큰 뱀인 티타노보아의 길이
- 13 미터 – 가장 큰 살아있는 무척추동물인 대왕오징어와 남극하트지느러미오징어의 길이
- 15 미터 – 지구의 지축 경사도가 자연적으로 점진적으로 감소함에 따라 열대 위도권이 적도를 향해, 극권이 극을 향해 이동하는 대략적인 거리
- 16 미터 – 가장 큰 이빨고래인 향고래의 길이
- 18 미터 – 가장 키 큰 알려진 공룡인 수페르사우루스의 키
- 20 미터 – 역사상 가장 큰 알려진 물고기인 리드시크티스의 길이
- 21 미터 – 잉글랜드 하이 포스 폭포의 높이
- 30.5 미터 – 세계에서 가장 큰 해파리인 키아네아 카필라타의 길이
- 33 미터 – 질량 기준으로 지구상에서 가장 큰 동물인 대왕고래의 길이[130]
- 39 미터 – 가장 긴 알려진 공룡이자 가장 긴 척추동물인 수페르사우루스의 길이[131]
- 52 미터 – 나이아가라 폭포의 높이[33]
- 55 미터 – 가장 긴 알려진 동물인 부츠끈벌레의 길이[132]
- 66 미터 – 지구상의 모든 얼음이 완전히 녹을 경우 가능한 최고 해수면 상승
- 83 미터 – 서부 헴록의 높이
- 84 미터 – 세계에서 가장 큰 나무인 제너럴 셔먼 트리의 높이

### 천문
- 30 미터 – 빠르게 회전하는 유성체 1998 KY26의 지름
- 30.8568 미터 – 1 펨토파섹
- 32 미터 – 작은 유성체 2008 HJ의 대략적인 지름

## 1 헥토미터
헥토미터(SI 기호: hm)는 미터법의 길이의 단위로 100 미터 (102 m)와 같다.

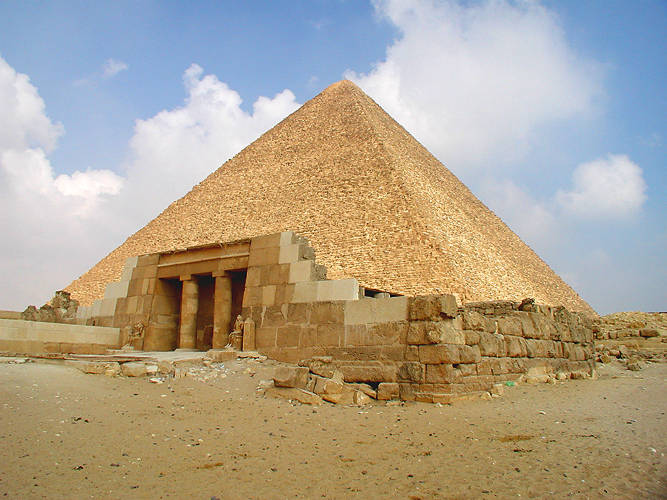
기자의 대피라미드는 높이가 138.8 m이다.

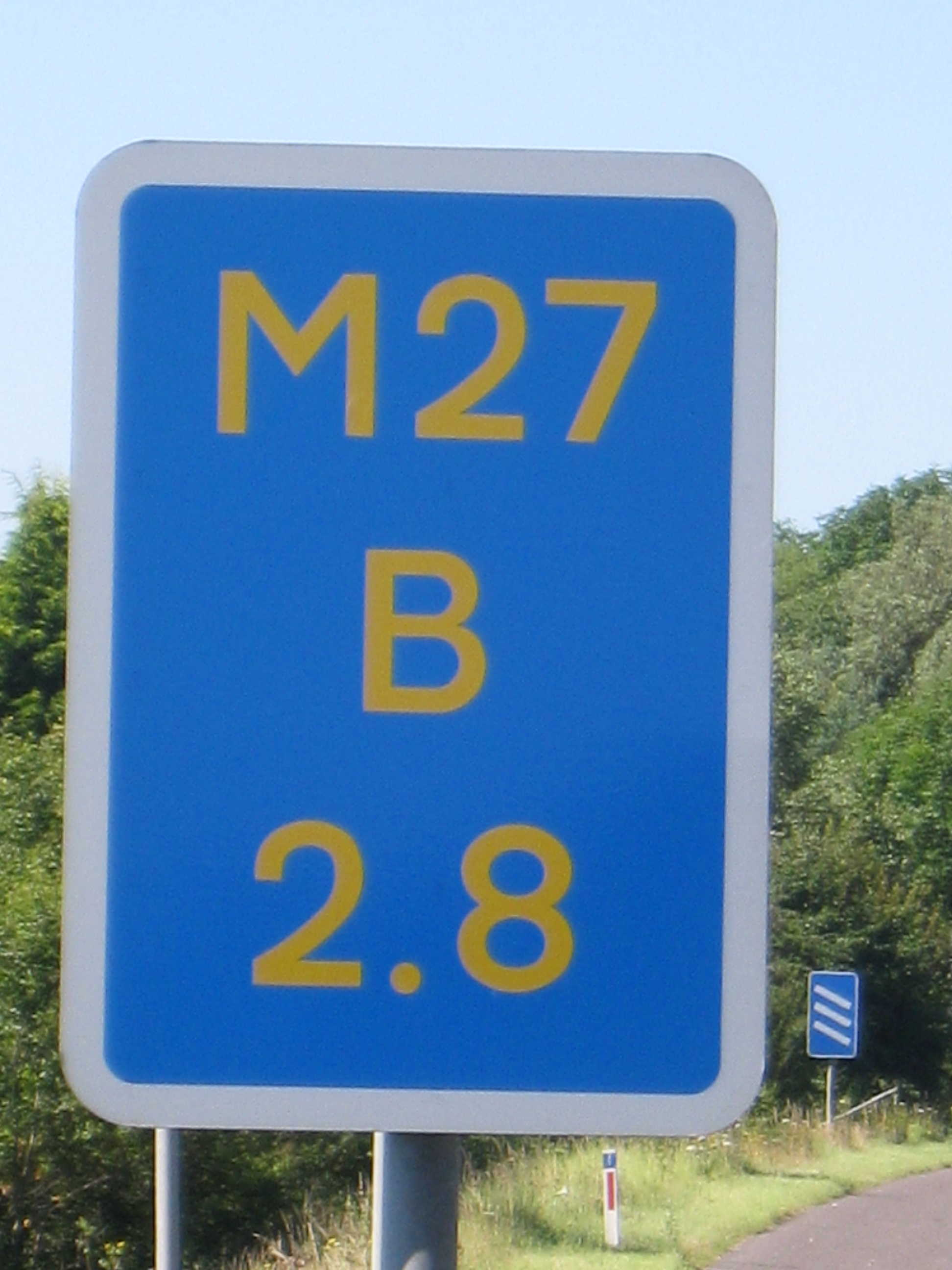
영국 운전자 위치 표지판 및 햄프셔주 M27 고속도로의 위치 표지. 위치 표지판은 100미터 간격으로 설치된다.

서로 다른 크기 정도를 비교하기 위해 이 섹션은 100 미터에서 1,000 미터 (1 킬로미터) 사이의 길이를 나열한다. 

### 환산
100 미터 (때때로 헥토미터라고도 불림)는 다음와 같다:
- 328 피트
- 1 헥타르 정사각형의 한 변
- 중국 길이 단위인 현대 리의 5분의 1
- 빛이 300 나노초 동안 이동하는 대략적인 거리

### 인간이 정의한 척도 및 구조물
- 100 미터 – 가장 높은 중파 라디오 주파수, 3 MHz의 파장
- 100 미터 – 영국 고속도로의 위치 표지 간격
- 110 미터 – 새턴 V의 높이
- 122 미터 – 스페이스X가 현재 개발 중인 가장 높은 로켓인 스타십의 높이
- 138.8 미터 – 기자의 대피라미드 (쿠푸 피라미드)의 높이
- 139 미터 – 세계에서 가장 높은 롤러코스터인 킹다 카의 높이[134]
- 157 미터 – 쾰른 대성당의 높이
- 162 미터 – 세계에서 가장 높은 교회 건물인 울름 대성당의 높이
- 165 미터 – 2011년 5월부터 2014년 9월까지 가장 높은 깃대였던 두샨베 깃대의 높이
- 169 미터 – 워싱턴 기념탑의 높이
- 171 미터 – 2014년 9월부터 2021년 12월까지 가장 높은 깃대였던 지다 깃대의 높이
- 182 미터 – 세계에서 가장 높은 동상인 통일의 조각상의 높이
- 187 미터 – 방송 라디오 AM 대역의 가장 짧은 파장, 1600 kHz
- 192 미터 – 게이트웨이 아치의 높이
- 202 미터 – 2021년 12월 현재 가장 높은 깃대인 카이로 깃대의 높이
- 202 미터 – 부다와 페스트를 연결하는 세체니 다리의 길이
- 220 미터 – 후버 댐의 높이
- 245 미터 – LZ 129 힌덴부르크의 길이
- 270 미터 – RMS 타이타닉의 길이
- 318 미터 – 뉴욕 타임스 빌딩의 높이
- 318.9 미터 – 크라이슬러 빌딩의 높이
- 328 미터 – 오클랜드 스카이 타워의 높이, 남반구에서 가장 높은 자립 구조물 (1996–2022)
- 330 미터 – 2023년 10월 기준, 세계에서 가장 높은 다리인 미요 대교의 높이
- 364.75 미터 – 아이콘 오브 더 씨즈의 길이
- 390 미터 – 엠파이어 스테이트 빌딩의 높이
- 400–800 미터 – 1931년부터 2010년까지 세계에서 가장 높은 마천루의 대략적인 높이
- 458 미터 – 세계에서 가장 큰 유조선인 녹 네비스의 길이
- 553.33 미터 – CN 타워의 높이,[135] 북미에서 가장 높은 구조물
- 555 미터 – 방송 라디오 AM 대역의 가장 긴 파장, 540 kHz
- 630 미터 – 세계에서 가장 높은 구조물 중 하나인 KVLY-TV 마스트의 높이
- 646 미터 – 1991년 붕괴될 때까지 세계에서 가장 높은 구조물이었던 바르샤바 라디오탑의 높이
- 679 미터 – 말레이시아 쿠알라룸푸르에서 두 번째로 높은 구조물인 메르데카 118의 높이
- 828 미터 – 2009년 1월 17일부터 세계에서 가장 높은 구조물인 부르즈 할리파의 높이[136]
- 1,000 미터 – 가장 낮은 중파 라디오 주파수, 300 kHz의 파장

### 스포츠
- 100 미터 – 매우 빠른 인간이 약 10초 만에 달릴 수 있는 거리
- 100.584 미터 – 캐나다식 축구장에서 골 라인 사이의 길이 (110 야드)
- 91.5 미터 – 137 미터 – 축구장 길이[122]
- 105 미터 – 축구장 길이 (UEFA 경기장 카테고리 3 및 4)
- 105 미터 – 전형적인 축구장 길이
- 109.73 미터 – 미식축구장의 총 길이 (엔드 존 포함 120 야드)
- 110–150 미터 – 호주식 축구장의 너비
- 135–185 미터 – 호주식 축구장의 길이
- 137.16 미터 – 캐나다식 축구장의 총 길이 (엔드 존 포함 150 야드)

### 자연
- 115.5 미터 – 2007년 세계에서 가장 높은 나무인 하이페리온 세쿼이아의 높이[137]
- 310 미터 – 레만호의 최대 깊이
- 340 미터 – 해수면 공기에서 소리가 1초 동안 이동하는 거리; 음속 참조
- 947 미터 – 아프리카에서 가장 높은 폭포인 투겔라 폭포의 높이
- 979 미터 – 세계에서 가장 높은 자유 낙하 폭포인 앙헬 폭포의 높이 (베네수엘라)

### 천문
- 270 미터 – 99942 아포피스의 길이
- 535 미터 – 우주선이 방문한 작은 소행성 25143 이토카와의 길이[138]

## 1 킬로미터
킬로미터(SI 기호: km)는 미터법의 길이의 단위로 1000 미터 (103 m)와 같다.

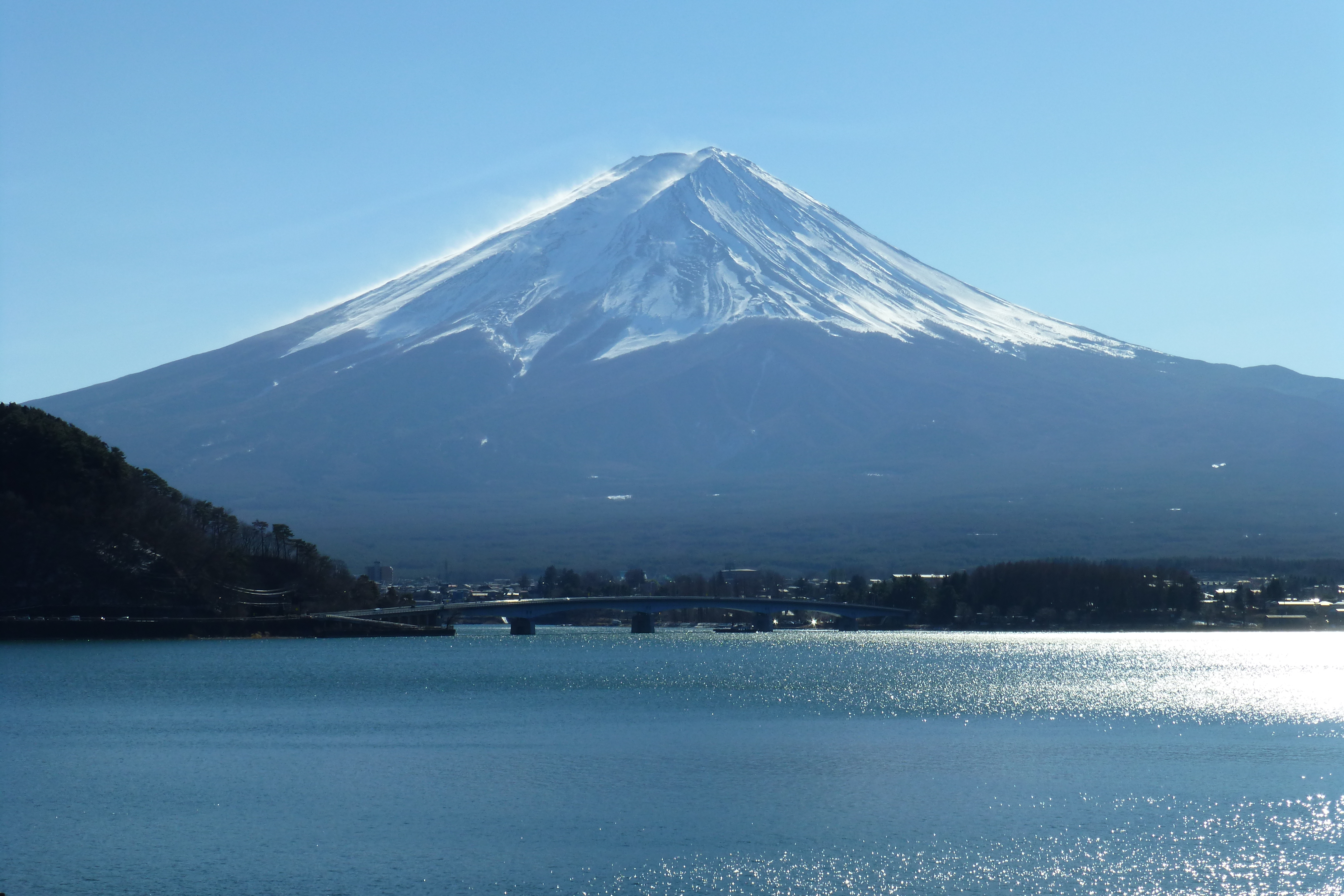
후지산은 높이가 이다.

서로 다른 크기 정도를 비교하는 데 도움이 되도록, 이 섹션은 1 킬로미터에서 10 킬로미터 (103에서 104 미터) 사이의 길이를 나열한다.

### 환산
1 킬로미터 (단위 기호 km)는 다음와 같다:
- 1,000 미터
- 0.621371 마일
- 1,093.61 야드
- 3,280.84 피트
- 39,370.1 인치
- 100,000 센티미터
- 1,000,000 밀리미터
- 면적이 1 km2인 정사각형의 한 변
- 면적이 π km2인 원의 반지름

### 인간이 정의한 척도 및 구조물
- 1 km – 가장 높은 장파 라디오 주파수, 300 kHz의 파장[139]
- 1.008 km – 사우디아라비아에 건설 중인 메가톨 마천루인 제다 타워의 제안된 높이
- 1.280 km – 골든게이트교의 스팬 (탑 사이의 거리)[140]
- 1.609 km – 1 법정 마일
- 1.852 km – 1 해리, 지구 표면에서 위도 1 분과 같다[141]
- 1.991 km – 아카시 해협 대교의 스팬[142]
- 2.309 km – 중국에 위치한 세계에서 가장 큰 댐인 싼샤 댐의 축 방향 길이[34]
- 3.991 km – 2008년 12월 기준, 세계에서 가장 긴 현수교인 아카시 해협 대교의 길이[143]
- 4 km – 센트럴 파크의 너비
- 5.072 km – 2005년 8월 기준, 세계에서 가장 높은 철도 고개인 탕구라 산맥의 가장 높은 봉우리 아래에 있는 탕구라산 통과의 고도[144]
- 5.8 km – 칠레에 위치한 세계에서 가장 높은 도로인 세로 아우칸킬차의 고도[145]
- 98개 공항에는 길이가 4 km에서 5.5 km인 포장 활주로가 있다.
- 8 km – 두바이 해안에 건설된 인공섬인 팜 제벨 알리의 길이
- 9.8 km – 역시 두바이 해안에 건설된, 섬들이 세계 지도를 닮은 인공 군도인 더 월드의 길이

### 자연
- 1.5 km – 물에서 소리가 1초 동안 이동하는 거리

### 지리적
- 1.637 km – 세계에서 가장 큰 담수 호수인 러시아 바이칼호의 가장 깊은 지점[146]
- 2.228 km – 호주 본토에서 가장 높은 지점인 코지어스코산의 높이[147]
- 맨해튼의 대부분은 너비가 3에서 4 km이다.
- 3.776 km – 일본에서 가장 높은 봉우리인 후지산의 높이
- 4.478 km – 마터호른산의 높이
- 4.509 km – 파푸아뉴기니에서 가장 높은 봉우리인 윌헬름산의 높이
- 4.810 km – 알프스산맥에서 가장 높은 봉우리인 몽블랑산의 높이
- 4.884 km – 오세아니아에서 가장 높은 봉우리인 카르스텐스 피라미드의 높이[148]
- 4.892 km – 남극에서 가장 높은 봉우리인 빈슨산의 높이
- 5.610 km – 이란에서 가장 높은 봉우리인 다마반드산의 높이
- 5.642 km – 유럽에서 가장 높은 봉우리인 옐브루스산의 높이
- 5.895 km – 아프리카에서 가장 높은 봉우리인 킬리만자로산의 높이
- 6.081 km – 캐나다에서 가장 높은 봉우리인 로건산의 높이
- 6.190 km – 북아메리카에서 가장 높은 봉우리인 디날리산의 높이
- 6.959 km – 남아메리카에서 가장 높은 봉우리인 아콩카과산의 높이
- 7.5 km – 카리브해에서 가장 깊은 지점인 케이맨 해구의 깊이
- 8.611 km – 지구에서 두 번째로 높은 봉우리인 K2의 높이
- 8.848 km – 네팔과 중국 국경에 위치한 지구에서 가장 높은 봉우리인 에베레스트산의 높이

### 천문
- 1 km – 1620 게오그라포스의 지름
- 1 km – 가장 작은 알려진 목성의 위성의 대략적인 크기
- 1.4 km – 최초로 확인된 소행성 위성인 다크틸의 지름
- 4.8 km – 내행성 소행성인 5535 안네프랑크의 지름
- 5 km – 3753 크뤼트네의 지름
- 5 km – PSR B1257+12의 길이
- 8 km – 목성의 위성 중 하나인 테미스토의 지름
- 8 km – 벨라 펄사의 지름
- 8.6 km – 목성 17이라고도 불리는 칼리르호에의 지름
- 9.737 km – PSR B1919+21의 길이

## 10 킬로미터 (1 미리아미터)

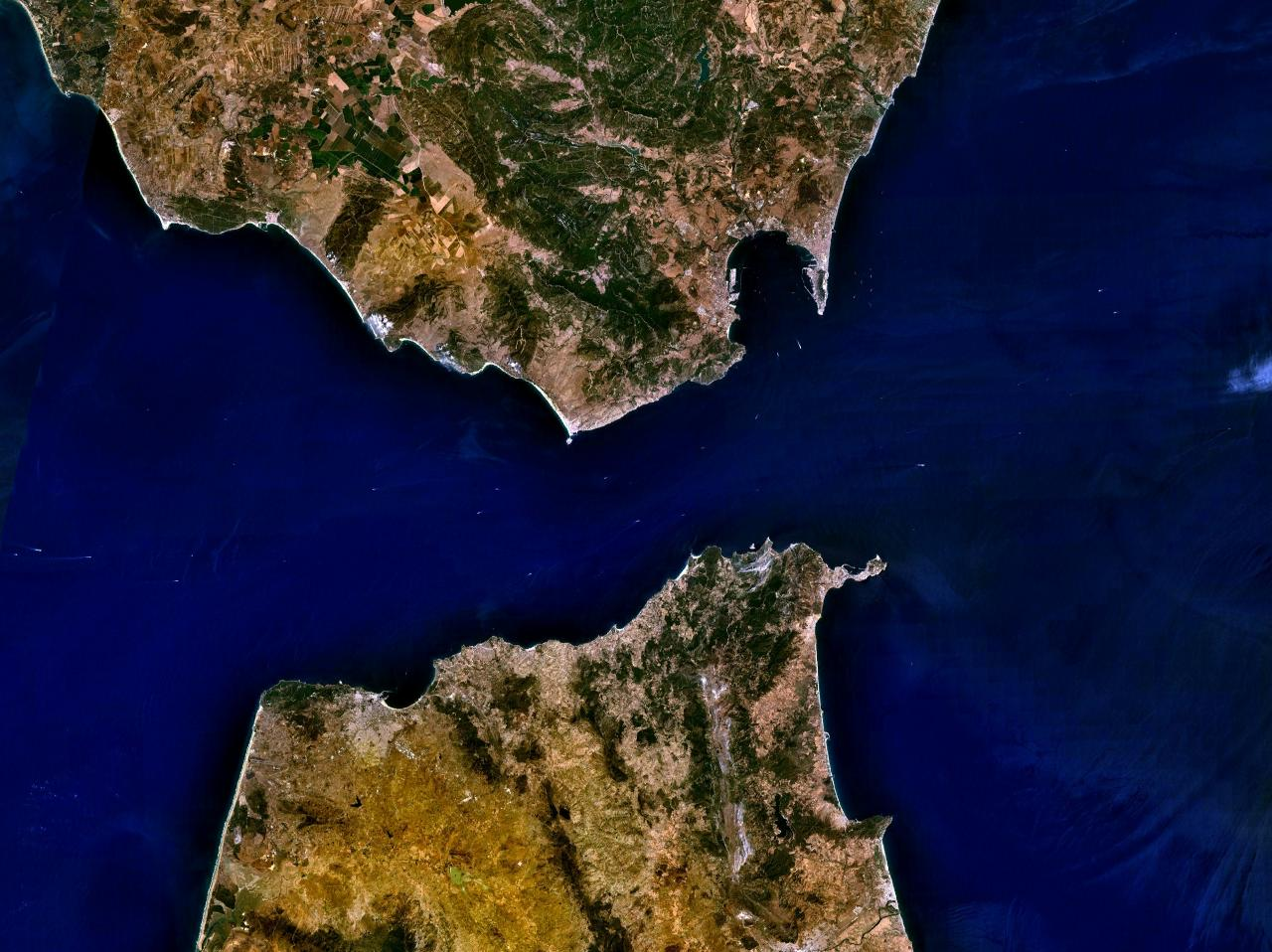
지브롤터 해협은 너비가 13 km이다.

서로 다른 크기 정도를 비교하는 데 도움이 되도록, 이 섹션은 10에서 100 킬로미터 (104에서 105 미터) 사이의 길이를 나열한다. 미리아미터 (때때로 미리아미터로도 쓰임; 10,000 미터)는 더 이상 사용되지 않는 단위 이름이다; 십진 접두어 myria- (때때로 myrio-로도 쓰임)는 구식이며 1960년에 국제단위계가 도입될 때 접두어에 포함되지 않았다.

### 환산
10 킬로미터는 다음와 같다:
- 10,000 미터
- 약 6.2 마일

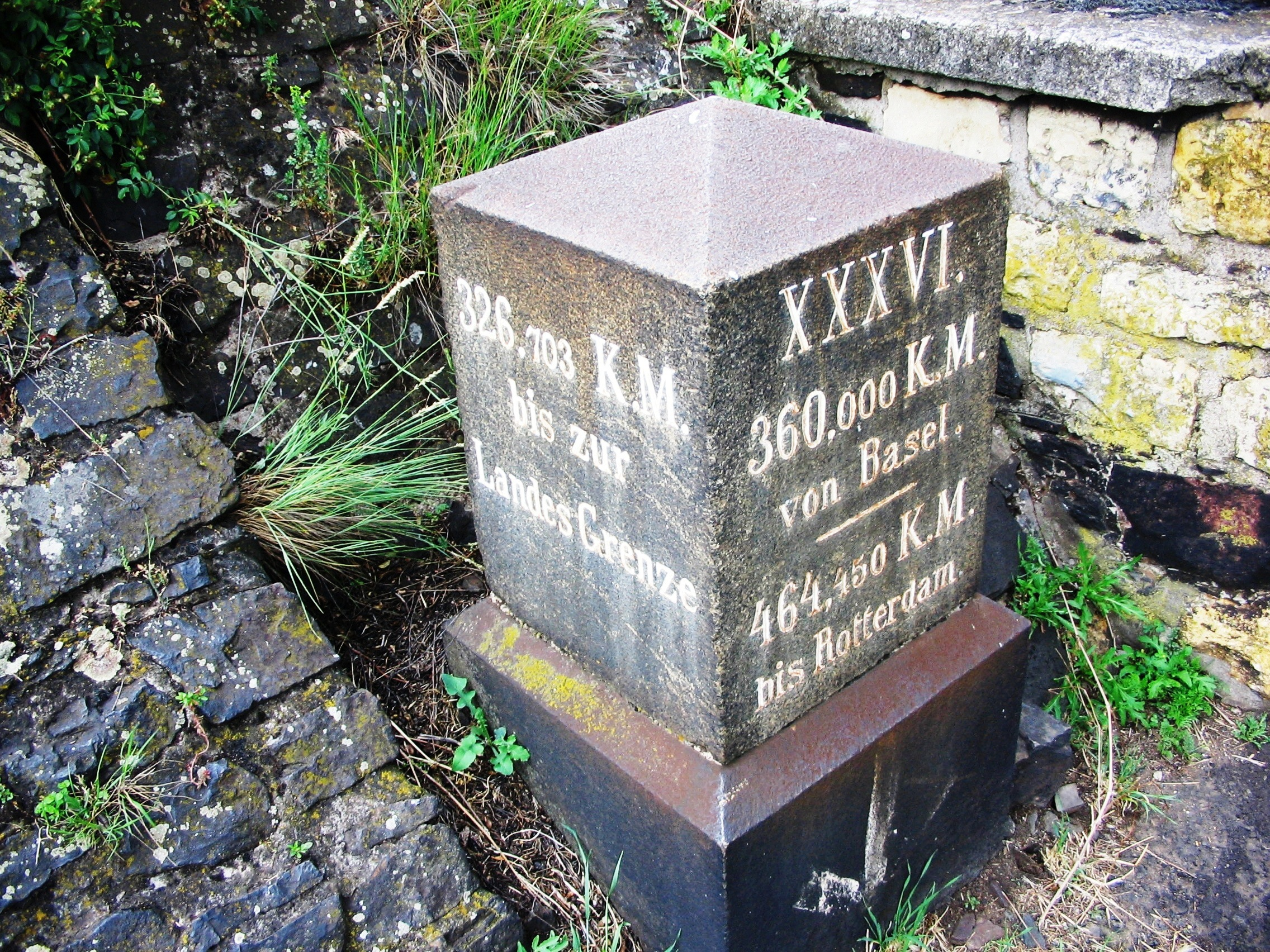
라인강에 있는 거리 표지판: 바젤에서 36 (XXXVI) 미리아미터. 표시된 거리는 360 km이다; 쉼표는 독일의 소수점이다.

- 1 밀 (스칸디나비아 마일), 현재 10 km로 표준화됨:
  - 1 밀, 노르웨이와 스웨덴에서 일반적으로 사용되는 측정 단위[150]는 노르웨이에서는 11,295 m, 스웨덴에서는 10,688 m였다.
- 파르상, 이란과 튀르키예에서 일반적으로 사용되는 측정 단위[151]

### 스포츠
- 42.195 km – 마라톤의 길이[152]

### 인간이 정의한 척도 및 구조물
- 18 km – 콩코드의 순항 고도
- 27 km – 2010년 5월 현재, 가장 크고 에너지가 높은 입자 가속기인 대형 강입자 충돌기의 둘레
- 34.668 km – 최고 유인 풍선 비행 (말콤 D. 로스와 빅터 E. 프래서, 1961년 5월 4일)[153]
- 38.422 km – 미국 루이지애나주의 레이크 폰차트레인 코즈웨이의 길이
- 39 km – 채널 터널의 해저 부분
- 53.9 km – 2009년 10월 현재, 세계에서 가장 긴 철도 터널인 세이칸 터널의 길이[154]
- 77 km – 파나마 운하의 대략적인 총 길이[155]

### 지리적
- 10 km – 하와이주 마우나케아산의 높이, 해저 바닥에서 측정
- 11 km – 해양의 가장 깊은 지점인 마리아나 해구의 챌린저 해연
- 11 km – 대류권의 평균 높이
- 14 km – 지브롤터 해협의 너비
- 21 km – 맨해튼의 길이
- 22 km – 뉴질랜드 주요 섬들 사이의 쿡 해협의 가장 좁은 너비
- 23 km – 1931년 북해의 도거 뱅크에서 발생한 영국에서 기록된 가장 큰 지진의 깊이
- 34 km – 도버 해협에서 영국 해협의 가장 좁은 너비
- 50 km – 성층권의 대략적인 높이
- 90 km – 베링 해협의 너비

### 천문
- 10 km – 가장 거대한 중성자별의 지름 (3–5 태양질량)
- 13 km – 화성의 작은 위성인 데이모스의 평균 지름
- 20 km – 가장 작은 중성자별의 지름 (1.44 태양질량)
- 20 km – 목성의 위성 중 하나인 레다의 지름
- 20 km – 토성의 위성 중 하나인 판의 지름
- 22 km – 화성의 큰 위성인 포보스의 지름
- 27 km – 화성 기준면 위 올림푸스산의 높이,[156][157] 태양계에서 가장 높은 산으로 알려짐
- 30.8568 km – 1 피코파섹
- 43 km – 지구 적도 팽대부의 지름 차이
- 66 km – 해왕성의 가장 안쪽 위성인 나이아드의 지름

## 100 킬로미터

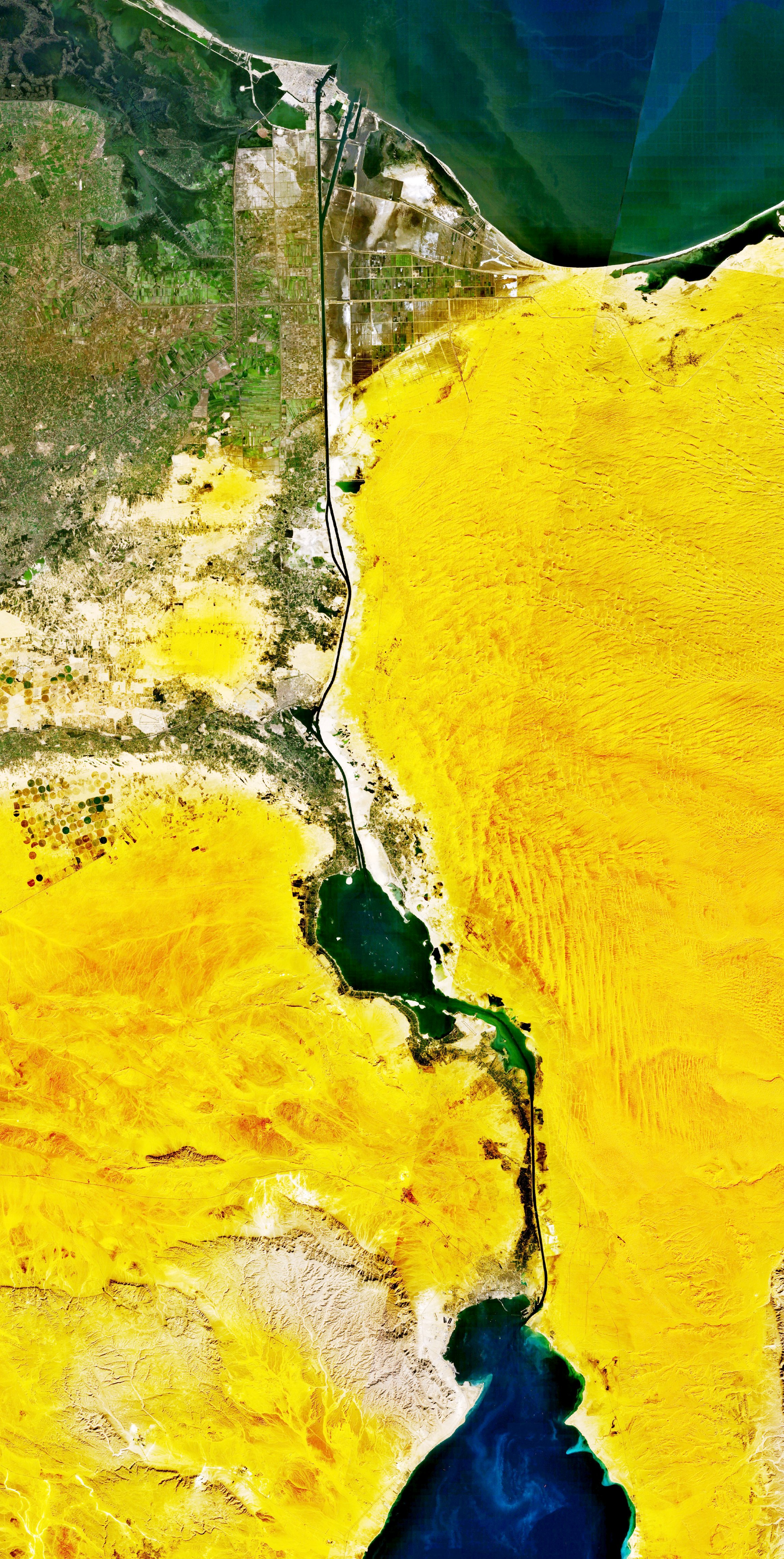
수에즈 운하는 길이가 163 km이다.

100 킬로미터 (약 62 마일)는 지구 및 일부 천문학적 물체에서 상대적으로 흔한 측정값이다.
이것은 FAI가 우주 비행의 시작으로 정의하는 고도이다.
크기 정도를 비교하는 데 도움이 되도록, 이 섹션은 100에서 1,000 킬로미터 (105에서 106 미터) 사이의 길이를 나열한다.

### 환산
100 킬로미터는 약 62 마일 (또는 62.13711922 마일)과 같다.

### 인간이 정의한 척도 및 구조물
- 100 km – 카르만 선: 국제적으로 인정되는 우주 공간의 경계
- 105 km – 기리디에서 보카로까지의 거리
- 109 km – 런던과 채널 터널 사이의 하이스피드 1의 길이[158]
- 130 km – 스커드-A 미사일의 사정거리
- 163 km – 수에즈 운하의 길이
- 164 km – 단쿤 특대교의 길이
- 213 km – 파리 메트로의 길이
- 217 km – 그랜드 유니언 운하의 길이
- 223 km – 마드리드 지하철의 길이
- 300 km – 스커드-B 미사일의 사정거리
- 386 km – 국제우주정거장의 고도
- 408 km – 런던 지하철의 길이 (활동 중인 선로)
- 460 km – 런던에서 파리까지의 거리
- 470 km – 더블린에서 런던까지 직선 거리
- 600 km – 스커드-C 미사일의 사정거리
- 600 km – 허블 우주망원경의 지상 높이
- 804.67 km – (500 마일) 인디 500 자동차 경주의 거리

### 지리적
- 42 km – 싱가포르의 너비
- 75 km – 로드아일랜드주의 너비
- 111 km – 지구 표면에서 위도 1도가 차지하는 거리
- 120 km – 브루나이의 너비
- 180 km – 뭄바이에서 나시크까지의 거리
- 200 km – 카타르의 너비
- 203 km – 세계에서 세 번째로 큰 피오르인 송네 피오르의 길이
- 220 km – 푸네에서 나시크까지의 거리
- 240 km – 르완다의 너비
- 240 km – 영국 해협의 가장 넓은 너비
- 400 km – 웨스트버지니아주의 너비
- 430 km – 피레네산맥의 길이
- 450 km – 그랜드 캐니언의 길이
- 500 km – 스웨덴의 동서 방향 가장 넓은 너비
- 501 km – 우간다의 너비
- 550 km – 샌프란시스코에서 로스앤젤레스까지 직선 거리
- 560 km – 이전에 가장 긴 1일 전문 사이클 경주였던 보르도-파리의 거리[159]
- 590 km – 핀란드와 스웨덴 사이의 육상 경계 총 길이
- 724 km – 옴강의 길이
- 800 km – 독일의 너비
- 871 km – 시드니에서 멜버른까지의 거리 (흄 고속도로를 따라)
- 897 km – 도루강의 길이
- 900 km – 베를린에서 스톡홀름까지의 거리
- 956 km – 워싱턴 D.C.에서 일리노이주 시카고까지 직선 거리
- 970 km – 존 오 그로츠에서 랜드 엔드까지 직선 거리

### 천문
- 100 km – FAI가 우주 비행의 시작으로 정의하는 고도
- 167 km – 목성의 내부 위성 중 하나인 아말테아의 지름
- 200 km – 매리너 계곡의 너비
- 220 km – 토성의 외부 위성 중 가장 큰 포에베의 지름
- 300 km – 빛이 1 밀리초 동안 이동하는 대략적인 거리
- 340 km – 해왕성의 세 번째로 큰 위성이며 매우 타원형의 궤도를 가진 네레이드의 지름
- 350 km – 지구 저궤도의 하한
- 420 km – 해왕성의 두 번째로 큰 위성인 프로테우스의 지름
- 468 km – 소행성 4 베스타의 지름
- 472 km – 천왕성의 주요 위성 중 하나인 미란다의 지름
- 974.6 km – 1 세레스의 최대 지름,[36] 가장 큰 태양계 소행성[note 2]

## 1 메가미터
메가미터(SI 기호: Mm)는 미터법의 길이의 단위로 1000000 미터 (106 m)와 같다.

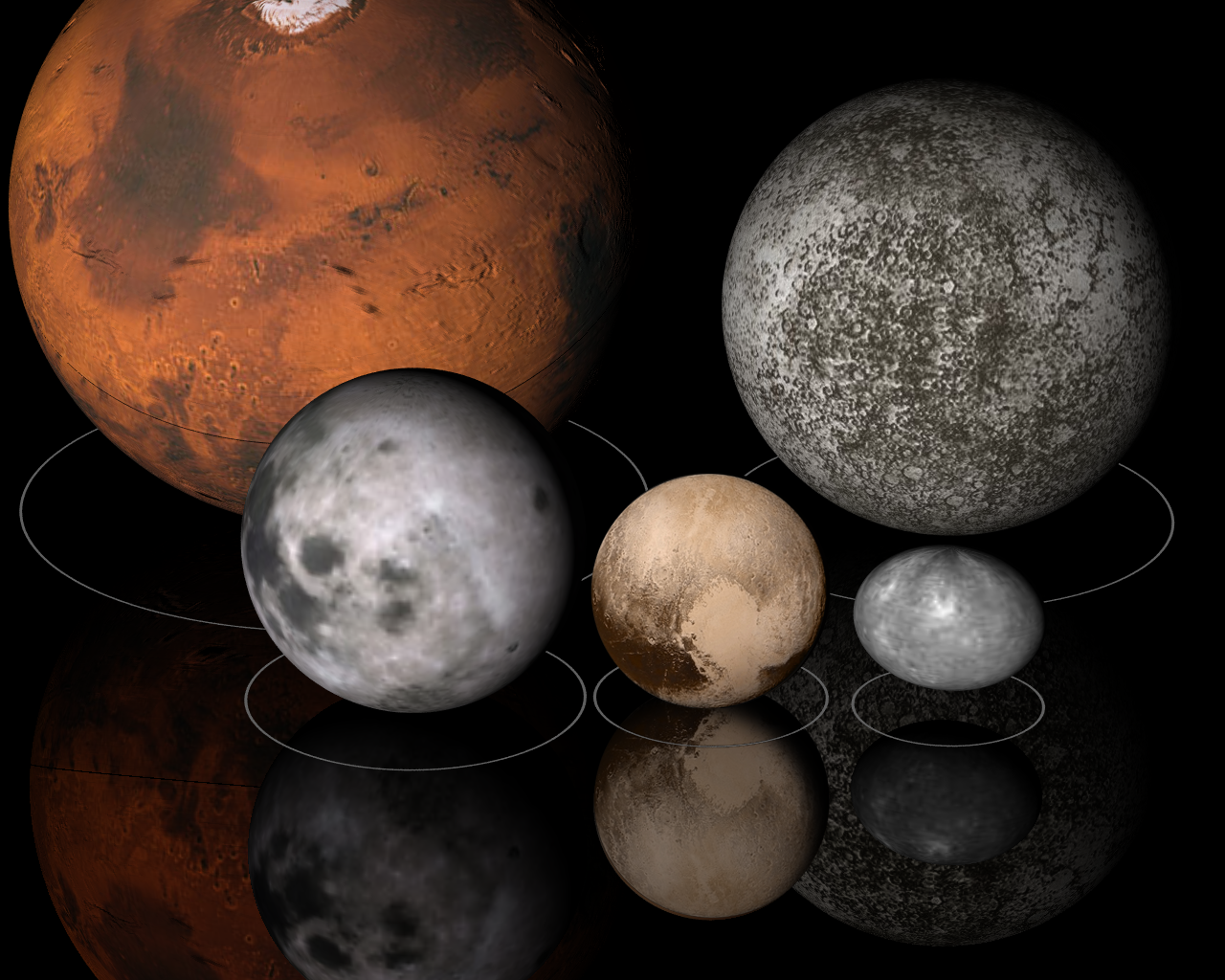
태양계의 작은 행성, 달 및 왜행성은 지름이 100만 미터에서 1000만 미터에 달한다. 위쪽 줄: 화성 (왼쪽), 수성 (오른쪽); 아래쪽 줄: 달 (왼쪽), 명왕성 (중앙), 그리고 하우메아 (오른쪽), 크기 비례에 맞춤.

서로 다른 크기 정도를 비교하는 데 도움이 되도록, 이 섹션은 106 m (1 Mm 또는 1,000 km)부터 시작하는 길이를 나열한다.

### 환산
1 메가미터는 다음와 같다:
- 1000 km
- 106 m (100만 미터)
- 약 621.37 마일

### 인간이 정의한 척도 및 구조물
- 2.100 Mm – 제안된 이란-파키스탄-인도 가스 파이프의 길이
- 2.100 Mm – 카사블랑카에서 로마까지의 거리
- 2.288 Mm – 1940년대에 건설된 알래스카 고속도로의 공식 길이[160]
- 3.069 Mm – 주간고속도로 제95호선의 길이 (홀튼, 메인에서 마이애미, 플로리다까지)
- 3.846 Mm – 미국 1번 국도의 길이 (포트 켄트, 메인에서 키 웨스트, 플로리다까지)
- 5.000 Mm – 미국의 너비
- 5.007 Mm – 주간고속도로 제90호선의 추정 길이 (워싱턴주 시애틀에서 매사추세츠주 보스턴까지)
- 5.614 Mm – 호주 딩고 펜스의 길이[161]
- 6.371 Mm – 지구의 전 지구적 평균 반지름
- 6.4 Mm – 만리장성의 길이
- 7.821 Mm – 캐나다 횡단도로의 길이, 세계에서 가장 긴 국도 (빅토리아, 브리티시컬럼비아주에서 세인트 존스, 뉴펀들랜드까지)
- 8.836 Mm – 알래스카 프루도베이와 플로리다 키 웨스트 사이의 도로 거리, 미국 도로망의 종점
- 8.852 Mm – 참호, 언덕, 강을 포함한 만리장성의 총 길이[162]
- 9.259 Mm – 시베리아 횡단 철도의 길이[163]

### 스포츠
- 문다 비디 트레일은 서호주, 오스트레일리아에 있으며, 길이는 1,000 km가 넘는다 – 세계에서 가장 긴 오프로드 사이클 트레일
- 1.200 Mm – 파리–브레스트–파리 자전거 경주 이벤트의 길이
- 여러 내구 자동차 경주가 1,000 km로 진행되거나 진행되었다:
  - 배서스트 1000
  - 브랜즈 해치 1000km
  - 부에노스아이레스 1000km
  - 도닝턴 1000km
  - 몬차 1000km
  - 뉘르부르크링 1000km
  - 실버스톤 1000km
  - 스파 1000km
  - 스즈카 1000km
  - 젤트베그 1000km

### 지리적
- 1.010 Mm – 샌디에고에서 엘패소까지 직선 거리
- 1.100 Mm – 이탈리아의 길이
- 1.200 Mm – 캘리포니아주의 길이
- 1.200 Mm – 텍사스주의 너비
- 1.500 Mm – 고비 사막의 길이
- 1.600 Mm – 지구상에서 가장 오래된 사막인 나미브 사막의 길이
- 2.000 Mm – 베이징시에서 홍콩까지 직선 거리
- 2.300 Mm – 그레이트배리어리프의 길이
- 2.800 Mm – 대서양의 가장 좁은 너비 (브라질-서아프리카)
- 2.850 Mm – 다뉴브강의 길이
- 2.205 Mm – 스웨덴의 총 육상 경계 길이
- 2.515 Mm – 노르웨이의 총 육상 경계 길이
- 3.690 Mm – 유럽에서 가장 긴 강인 볼가강의 길이
- 4.000 Mm – 칼라하리 사막의 길이
- 4.350 Mm – 황하의 길이
- 4.600 Mm – 지중해의 너비
- 4.800 Mm – 사하라 사막의 길이
- 4.800 Mm – 대서양의 가장 넓은 너비 (미국-북아프리카)
- 5.100 Mm – 더블린에서 뉴욕까지 직선 거리
- 6.270 Mm – 미시시피강-미주리강 시스템의 길이
- 6.380 Mm – 양쯔강의 길이
- 6.400 Mm – 아마존강의 길이
- 6.758 Mm – 나일강 시스템의 길이, 지구상에서 가장 길다
- 8.200 Mm – 더블린에서 샌프란시스코까지의 대략적인 거리

### 천문
- 1.000 Mm – 삼축 하우메아 왜행성의 추정 최단 축
- 1.186 Mm – 명왕성의 가장 큰 위성인 카론의 지름
- 1.280 Mm – 50000 콰오아의 지름
- 1.436 Mm – 토성의 주요 위성 중 하나인 이아페투스의 지름
- 1.578 Mm – 천왕성의 가장 큰 위성인 티타니아의 지름
- 1.960 Mm – 하우메아의 추정 최장 축
- 2.326 Mm – 지금까지 발견된 가장 큰 해왕성 바깥 천체인 왜행성 에리스의 지름
- 2.376 Mm – 명왕성의 지름
- 2.707 Mm – 해왕성의 가장 큰 위성인 트리톤의 지름
- 3.122 Mm – 목성의 가장 작은 갈릴레오 위성인 유로파의 지름
- 3.476 Mm – 지구의 달 지름
- 3.643 Mm – 목성의 위성인 이오의 지름
- 4.821 Mm – 목성의 위성인 칼리스토의 지름
- 4.879 Mm – 수성의 지름
- 5.150 Mm – 토성의 가장 큰 위성인 타이탄의 지름
- 5.262 Mm – 태양계에서 가장 큰 위성인 목성의 위성 가니메데의 지름
- 6.371 Mm – 지구의 반지름
- 6.792 Mm – 화성의 지름

## 10 메가미터

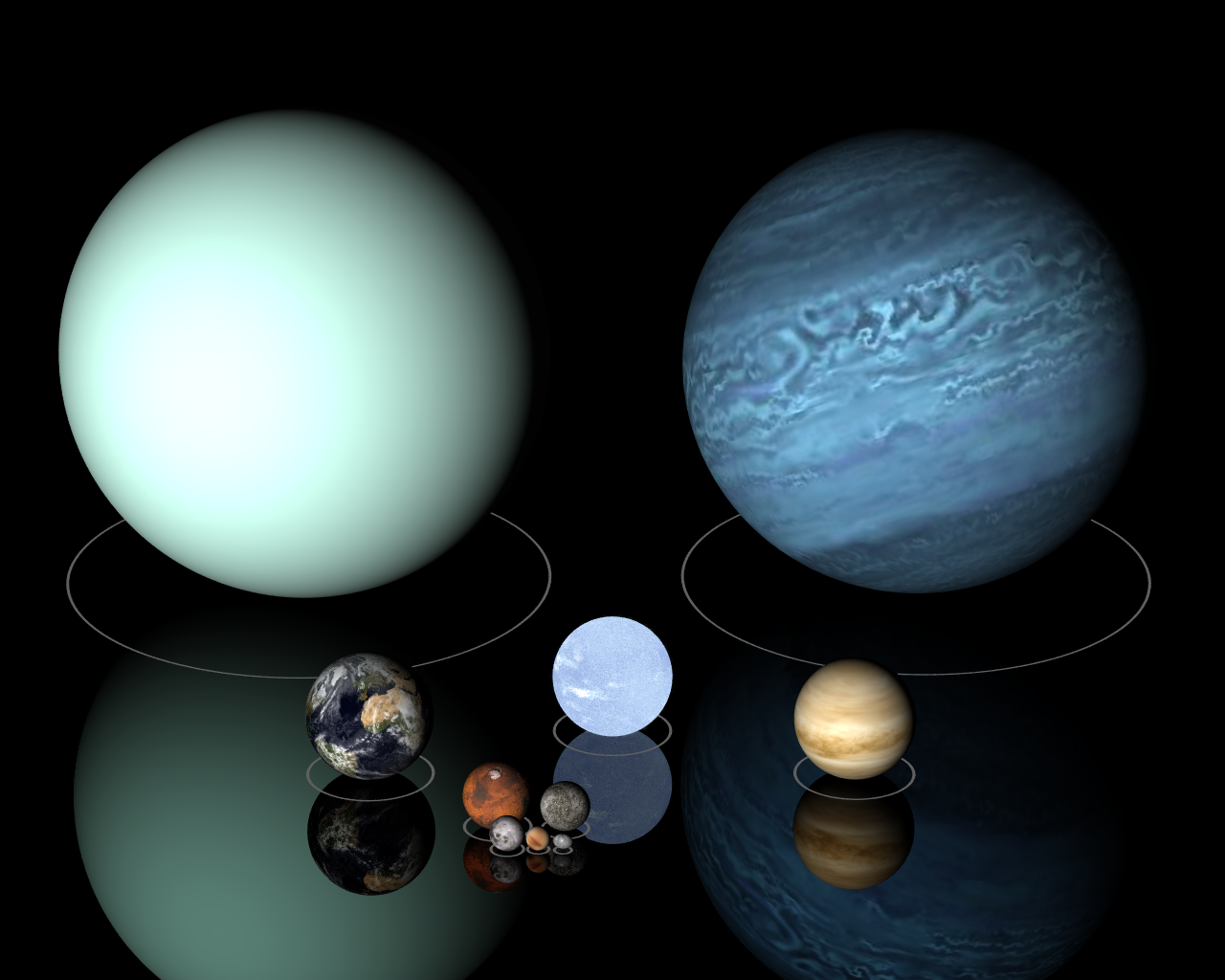
금성에서 천왕성까지의 행성들은 지름이 1천만 미터에서 1억 미터에 이른다. 위쪽 줄: 천왕성 (왼쪽), 해왕성 (오른쪽); 중간 줄: 지구 (왼쪽), 시리우스 B (중앙), 그리고 금성 (오른쪽), 크기 비례에 맞춤.

서로 다른 크기 정도를 비교하는 데 도움이 되도록, 이 섹션은 107 미터 (10 메가미터 또는 10,000 킬로미터)부터 시작하는 길이를 나열한다.

### 환산
10 메가미터 (10 Mm)는
- 6,215 마일
- 면적이 1억 제곱킬로미터 (km2)인 정사각형의 한 변
- 면적이 314,159,265 km2인 원의 반지름

### 인간이 정의한 척도 및 구조물
- 11.085 Mm – 키이우-블라디보스토크 철도의 길이, 시베리아 횡단 철도의 더 긴 변형[164]
- 13.300 Mm – 인도의 국가 고속도로 개발 프로젝트 (1998년 시작)에 따라 재건 및 확장된 도로의 길이
- 39.000 Mm – 독일 노르덴과 오키나와, 일본 사이의 39개 지점을 연결하는 SEA-ME-WE 3 광해저 통신 케이블의 총 길이
- 67.000 Mm – 인도의 국도의 총 길이
- 80.000 Mm – 20,000 (미터법, 프랑스) 리그 (쥘 베른, 해저 2만리 참조)

### 지리적
- 10 Mm – 외기권의 외부 경계의 대략적인 고도
- 10.001 Mm – 북극점에서 적도까지의 경선 호의 길이 (미터의 원래 정의는 이 길이를 기반으로 함)
- 40.000 Mm – 환태평양 조산대의 길이
- 60.000 Mm – 해령의 총 길이

### 천문
- 12.000 Mm – 시리우스 B, 백색왜성의 지름[165]
- 12.104 Mm – 금성의 지름
- 12.742 Mm – 지구의 지름
- 12.900 Mm – 2004년 3월 31일 지구 중심에서 유성체 2004 FU162의 최소 거리, 기록상 가장 가까운 접근
- 14.000 Mm – 목성의 대적점의 가장 작은 지름
- 19.000 Mm – 명왕성과 카론 사이의 분리
- 30.8568 Mm – 1 나노파섹
- 34.770 Mm – 2029년 4월 13일 지구 중심에서 소행성 99942 아포피스의 최소 거리
- 35.786 Mm – 정지 궤도의 고도
- 40.005 Mm – 지구의 극지 둘레
- 40.077 Mm – 지구의 적도 둘레
- 49.528 Mm – 해왕성의 지름
- 51.118 Mm – 천왕성의 지름

## 100 메가미터

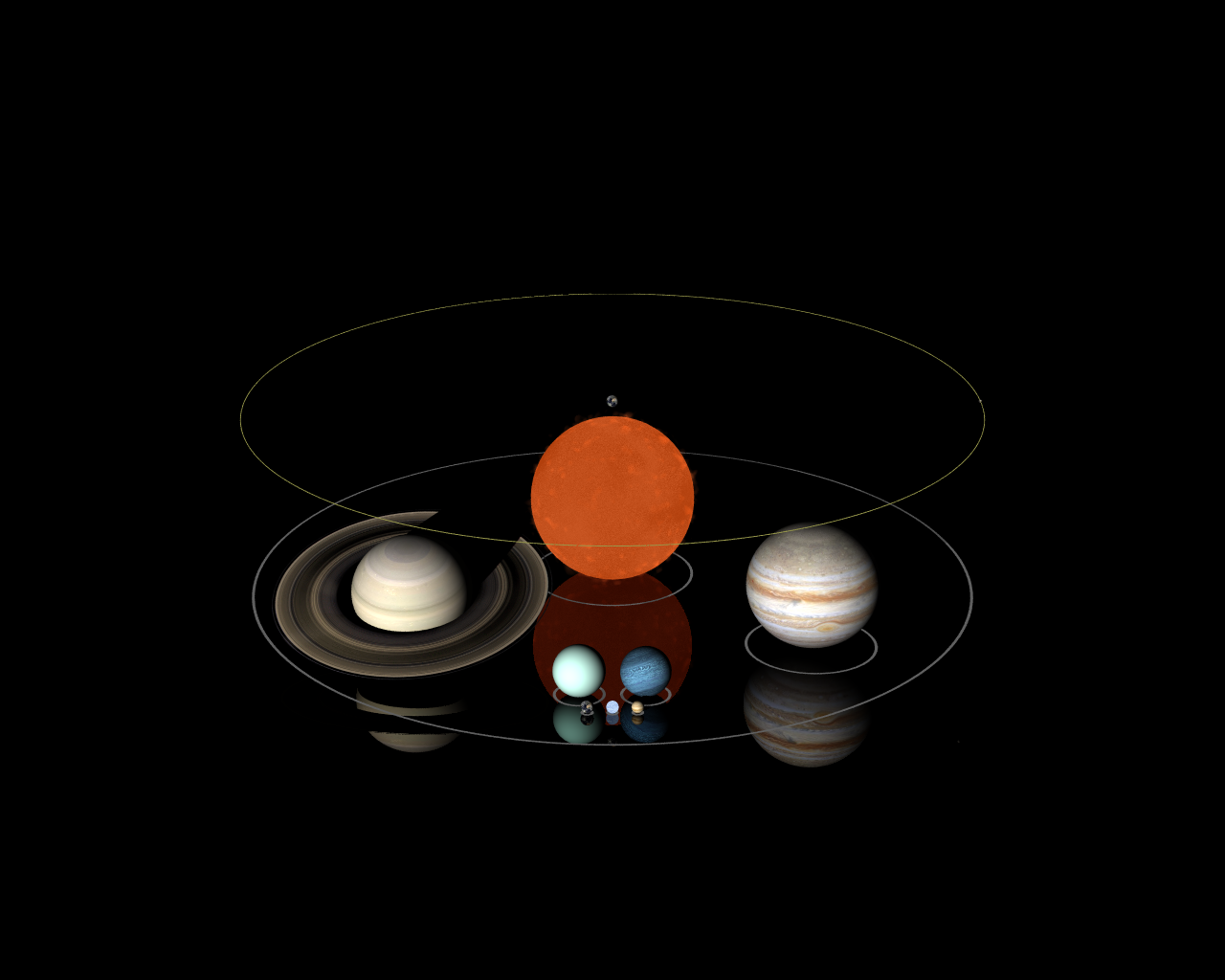
지구-달 궤도, 토성, OGLE-TR-122b, 목성, 그리고 다른 물체들, 크기 비례에 맞춤. 자세한 보기를 보려면 이미지를 클릭하고 다른 길이 척도로 연결된다.

주요 태양계 천체의 메가미터 단위 축척 모형

서로 다른 크기 정도를 비교하는 데 도움이 되도록, 이 섹션은 108 미터 (100 메가미터 또는 100,000 킬로미터 또는 62,150 마일)부터 시작하는 길이를 나열한다.
- 102 Mm – HD 149026 b, 비정상적으로 밀도가 높은 목성형 행성의 지름
- 115 Mm – 토성의 고리 너비
- 120 Mm – EBLM J0555-57 Ab, 가장 작은 알려진 별의 지름
- 120 Mm – 토성의 지름
- 142 Mm – 태양계에서 가장 큰 행성인 목성의 지름
- 170 Mm – TRAPPIST-1, 주변에 7개의 행성이 발견된 별의 지름
- 174 Mm – OGLE-TR-122b, 가장 작은 알려진 별 중 하나인 별의 지름
- 180 Mm – 평생 동안 이동하는 평균 거리
- 215 Mm – 태양계에서 가장 가까운 별인 센타우루스자리 프록시마의 지름
- 257 Mm – TrES-4, 가장 큰 외계 행성 중 하나인 별의 지름
- 260 Mm – 바너드별의 지름
- 272 Mm – WASP-12b의 지름
- 299.792 Mm – 1 광초; 진공에서 빛이 1 초 동안 이동하는 거리 (빛의 속력 참조)
- 314 Mm – CT 차 b의 지름
- 384.4 Mm (238,855 마일) – 평균 지구–달 거리[166]
- 671 Mm – 목성과 유로파 사이의 분리
- 696 Mm – 태양의 반지름
- 989 Mm – 인디언자리 엡실론, 지구에서 가장 가까운 별 중 하나인 별의 지름

## 1 기가미터
기가미터(SI 기호: Gm)는 미터법의 길이의 단위로 1000000000 미터 (109 m)와 같다.

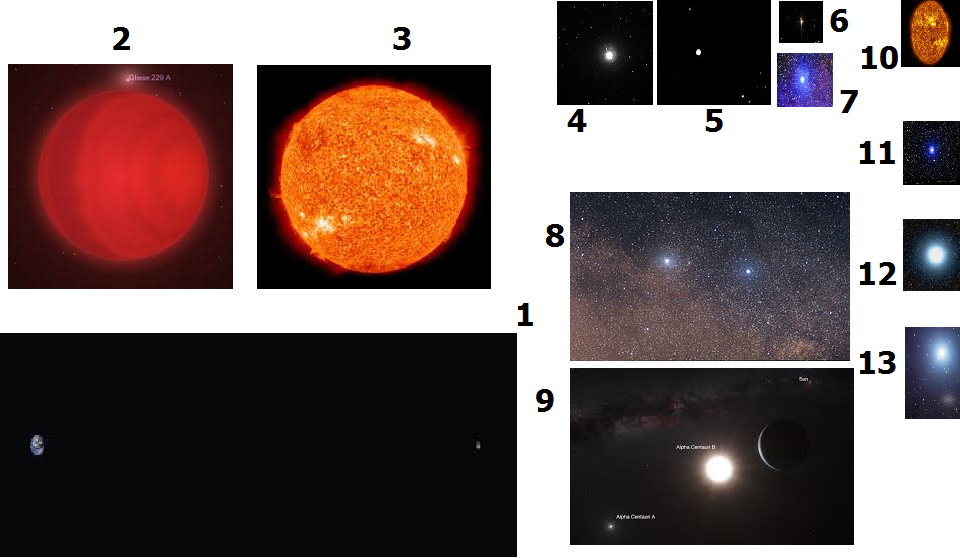
기가미터 그룹의 13가지 항목

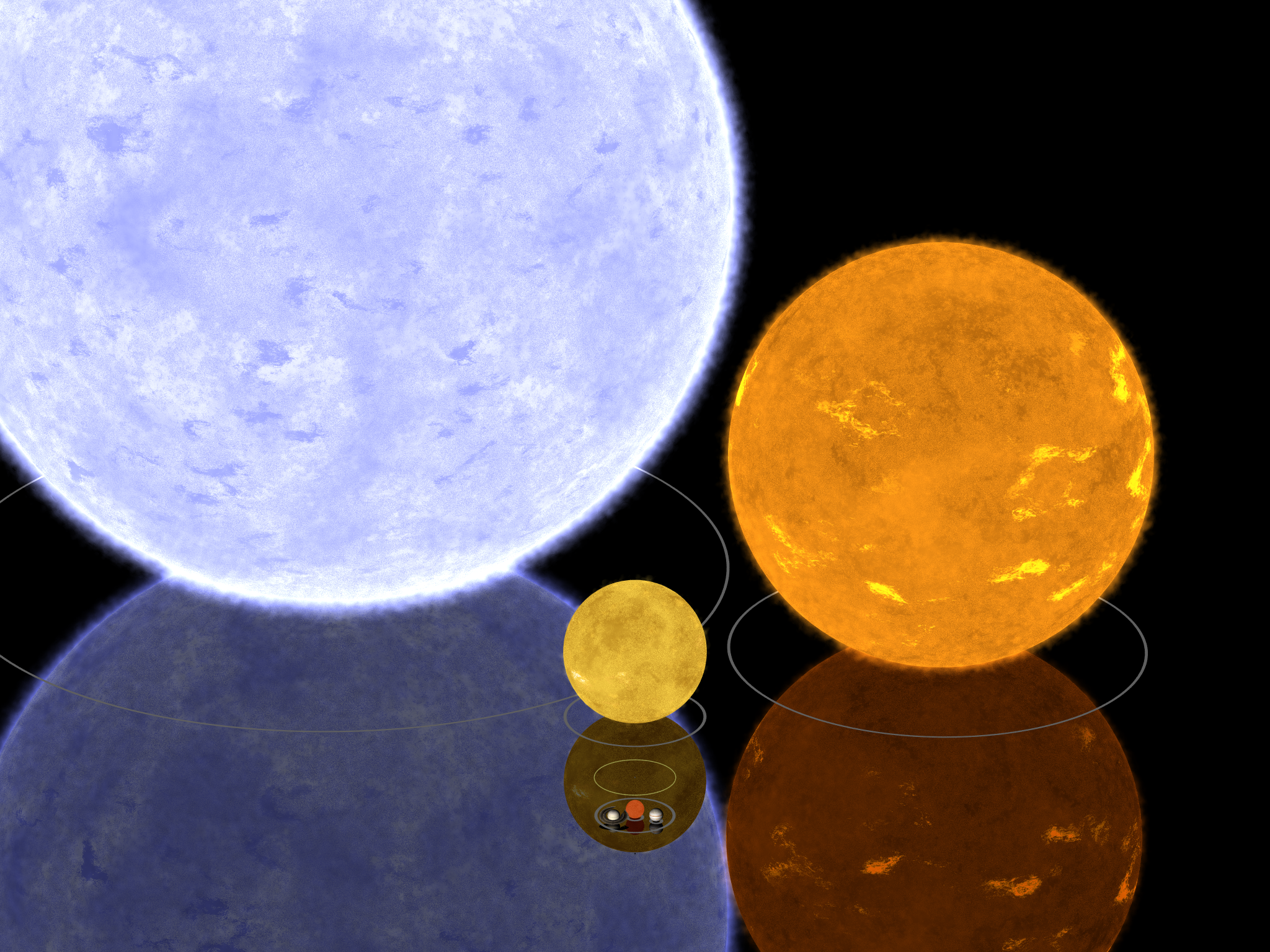
윗부분: 감마 오리온자리, 알골 B, 태양 (중앙), 그리고 더 작은 물체들의 크기 비례에 맞춤.

서로 다른 거리를 비교하는 데 도움이 되도록, 이 섹션은 109 미터 (1 기가미터 (Gm) 또는 10억 미터)부터 시작하는 길이를 나열한다.
- 1.2 Gm – 토성과 타이탄 사이의 분리
- 1.39 Gm – 태양의 지름[167][168]
- 1.5 Gm – 제임스 웹 우주망원경의 지구 궤도
- 1.71 Gm – 가장 가까운 별 중 하나인 센타우루스자리 알파 A의 지름.[169]
- 2.19 Gm – 1770년 7월 1일에 발생한 렉셀 혜성의 지구에 가장 가까운 접근; 기록상 가장 가까운 혜성 접근
- 2.38 Gm – 맨눈으로 보이는 가장 밝은 별인 시리우스 A의 지름.[170]
- 3 Gm – 인간 뇌의 "배선" 총 길이[171]
- 3.5 Gm – 베가의 지름[172]
- 4.2 Gm – 알골 B의 지름
- 4.3 Gm – 태양의 둘레
- 5.0 Gm – 837년 4월 10일에 발생한 핼리 혜성의 지구에 가장 가까운 접근
- 5.0 Gm – 2030년대에 관측을 시작할 예정인 레이저 간섭계 우주 안테나 (LISA)의 거대한 삼각형 모양 마이컬슨 간섭계 팔의 (제안된) 크기.
- 7.9 Gm – 감마 오리온자리, 푸른 왜성 또는 푸른 거성의 지름
- 9.0 Gm – 우리 은하 중심에 있는 초대질량 블랙홀 궁수자리 A*의 사건의 지평선의 추정 지름

## 10 기가미터

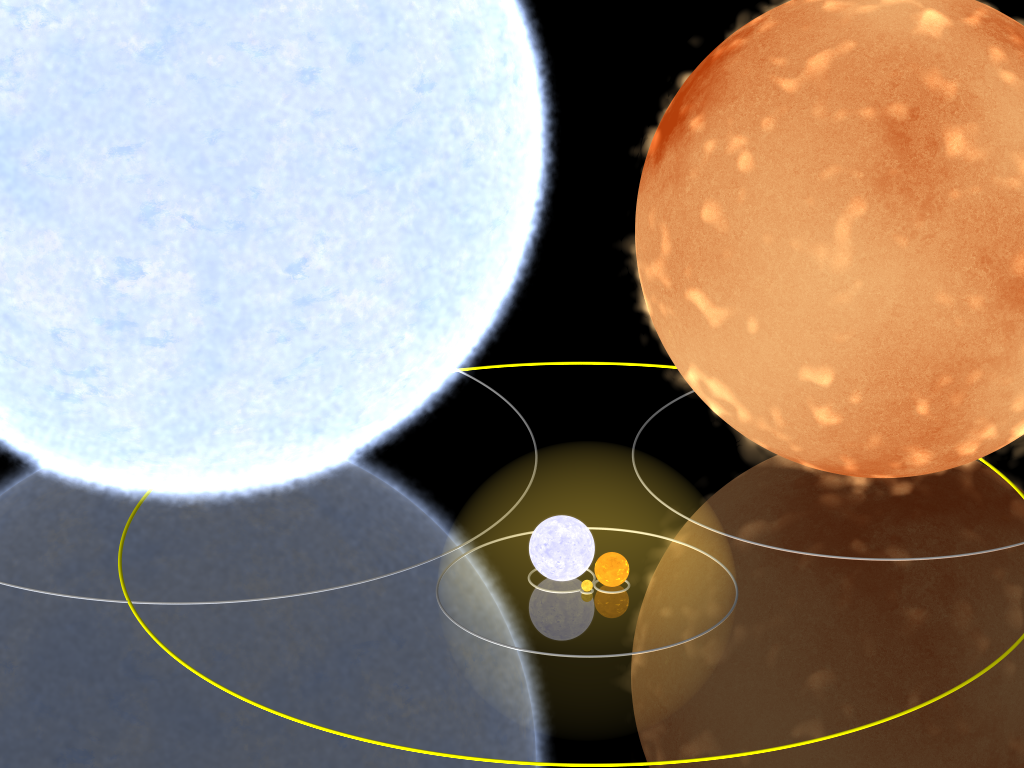
리겔과 알데바란 (왼쪽 위와 오른쪽)을 더 작은 별들, 태양 (아래 중앙의 매우 작은 점, 수성의 궤도는 노란색 타원)과 반투명 구 (반지름이 1 광분)와 비교한 그림

서로 다른 거리를 비교하는 데 도움이 되도록, 이 섹션은 1010 미터 (10 기가미터 (Gm) 또는 1천만 킬로미터, 또는 0.07 천문단위)부터 시작하는 길이를 나열한다.
- 10.4 Gm – 스피카, 타원형 청색 거성 및 인근 초신성 후보의 지름.[173]
- 12.6 Gm – 폴룩스, 태양에서 가장 가까운 적색거성 항성.[174] 핵에서 헬륨을 탄소로 융합하는 레드클럼프 별이다.[175]
- 15 Gm – 햐쿠타케 혜성의 지구로부터 가장 가까운 거리
- 18 Gm – 1 광분 (오른쪽 그림의 노란색 구 참조)
- 24 Gm – 정지 궤도의 반지름
- 30.8568 Gm – 1 마이크로파섹
- 35 Gm – 가까운 적색 거성인 아르크투루스의 대략적인 지름.[176] 핵의 불활성 헬륨 핵을 둘러싼 껍질에서 수소를 헬륨으로 융합하는 적색거성 가지에 있다.[175]
- 46 Gm – 수성의 근일점 거리 (오른쪽 노란색 타원)
- 55 Gm – 6만 년 근지점의 화성 (2003년 8월 27일에 마지막으로 달성)
- 58 Gm – 지구와 화성이 궤도에서 서로를 추월할 때의 평균 통과 거리
- 61 Gm – 알데바란, 적색 거성 가지 별의 지름 (오른쪽 큰 별)[177]
- 70 Gm – 수성의 원일점 거리
- 76 Gm – 네소의 원지점 거리; 해왕성의 모 행성으로부터 자연 위성의 가장 큰 거리

## 100 기가미터

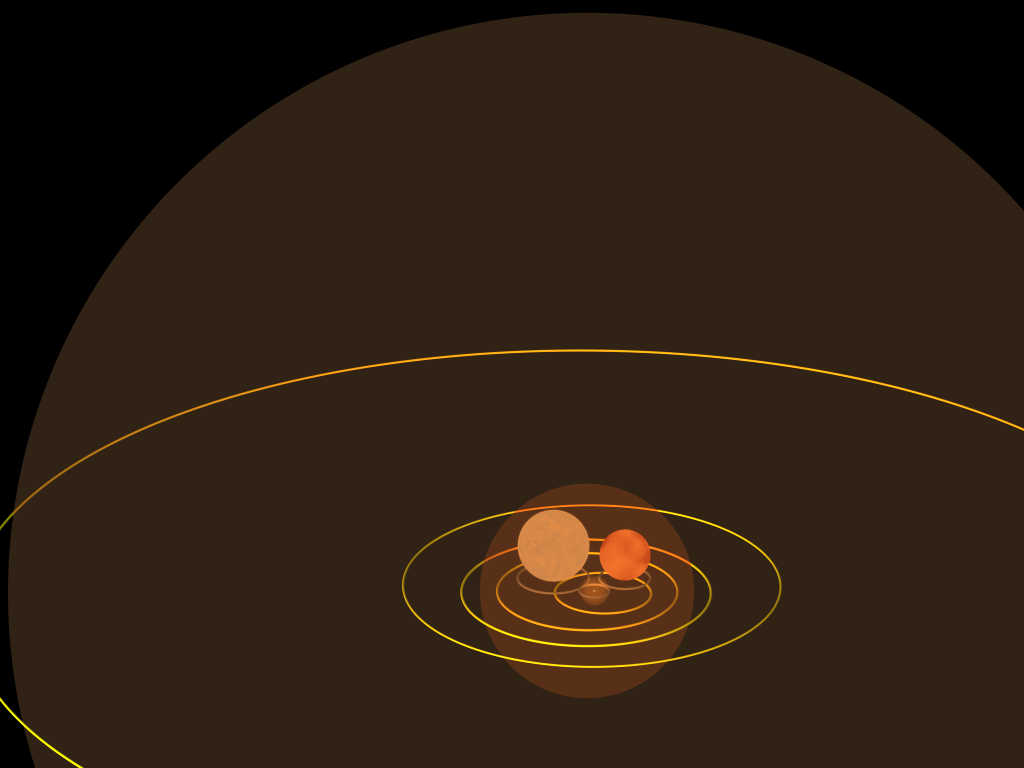
가장 큰 것부터 가장 작은 것까지: 목성의 궤도, 적색 초거성 베텔게우스, 화성의 궤도, 지구의 궤도, 별 R 도라두스, 그리고 금성, 수성의 궤도. R 도라두스 그림 내부에는 청색 초거성 리겔과 적색 거성 알데바란이 있다. 태양 주변의 희미한 노란색 빛은 1 광분을 나타낸다. 더 많은 세부 사항과 해당 척도로의 링크를 보려면 이미지를 클릭한다.

서로 다른 크기 정도로 거리를 비교하는 데 도움이 되도록, 이 섹션은 1011 미터 (100 기가미터 또는 1억 킬로미터 또는 0.7 천문단위)부터 시작하는 길이를 나열한다.
- 103 Gm (0.69 au) – 리겔의 지름[174]
- 109 Gm (0.7 au) – 금성과 태양 사이의 거리
- 149.6 Gm (93.0백만 마일; 1.0 au) – 지구와 태양 사이의 평균 거리 – 천문단위의 원래 정의
- 163 Gm (1.09 au) – 데네브, 청색초거성의 지름
- 228 Gm (1.5 au) – 화성과 태양 사이의 거리
- 255 Gm (1.7 au) – 페가수스자리에 있는 작은 적색초거성 별인 에니프의 지름
- 511 Gm (3.4 au) – 미라, 맥동하는 적색 거성이자 미라 변광성의 원시별의 평균 지름. 점근거성열 별이다.[178]
- 570 Gm (3.8 au) – 율리시스가 측정한 햐쿠타케 혜성의 꼬리 길이; 실제 값은 훨씬 더 높을 수 있음
- 590 Gm (3.9 au) – 피스톨별, 푸른 극대거성 별의 지름[179]
- 591 Gm (4.0 au) – 지구와 목성 사이의 최소 거리
- 780 Gm (5.2 au) – 목성과 태양 사이의 평균 거리
- 785 Gm (5.25 au) – 카시오페이아자리 로, 드문 황색극대거성 별의 지름[180]
- 947 Gm (6.4 au) – 안타레스 A의 지름
- 965 Gm (6.4 au) – 지구와 목성 사이의 최대 거리

## 1 테라미터
테라미터(SI 기호: Tm)는 미터법의 길이의 단위로 1000000000000 미터 (1012 m)와 같다.

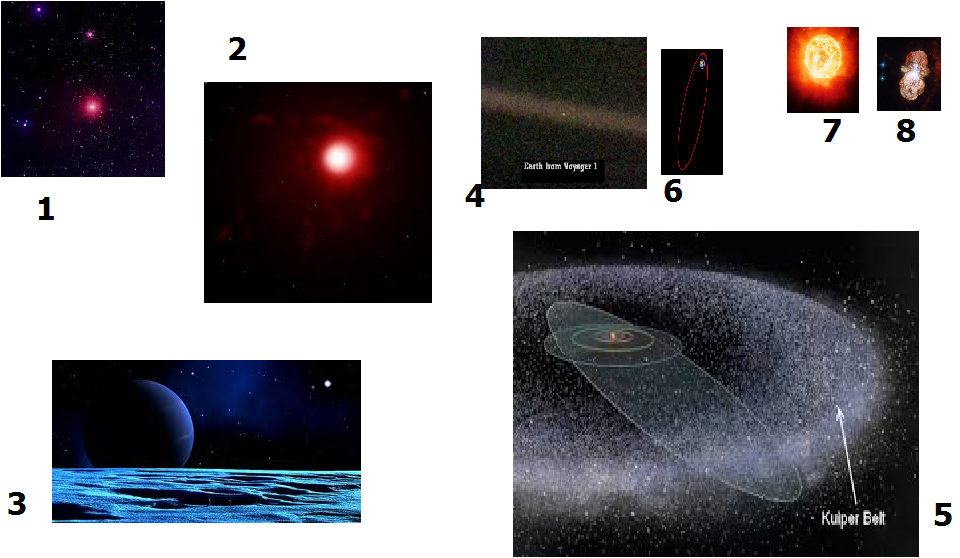
테라미터 그룹의 8가지 항목

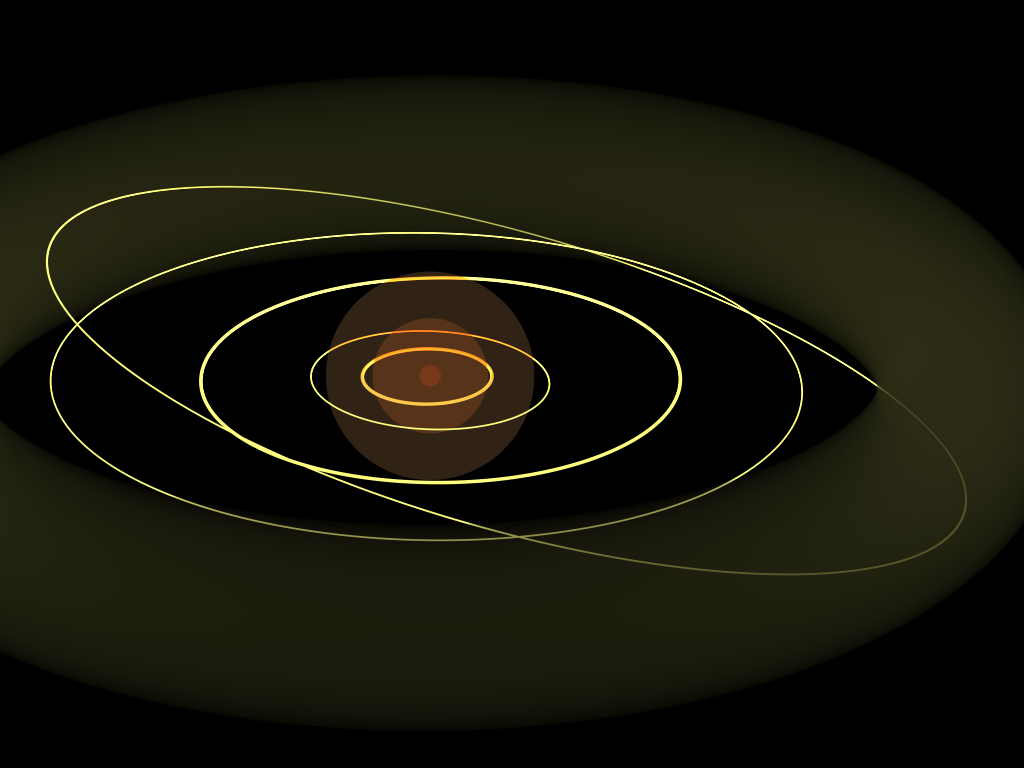
카이퍼대 (큰 희미한 토러스)의 크기를 별 큰개자리 VY (토성 궤도 내), 베텔게우스 (목성 궤도 내), 그리고 R 도라두스 (중앙의 작은 붉은 구)와 해왕성 및 천왕성의 궤도와 비교한 그림 (크기 비례에 맞춤). 노란색 타원은 각 행성과 왜행성 명왕성의 궤도를 나타낸다.

서로 다른 거리를 비교하는 데 도움이 되도록, 이 섹션은 1012 m (1 Tm 또는 10억 km 또는 6.7 천문단위 (AU))부터 시작하는 길이를 나열한다.
- ≈1 Tm – 6.7 au – 여러 각지름 추정치를 기반으로 한 적색 초거성 베텔게우스의 지름[181]
- 1.032 Tm – 6.9 au – 푸른 극대거성 용골자리 에타의 지름 (광학 깊이 2/3)[182]
- 1.079 Tm – 7.2 au – 1 광시
- 1.114 Tm – 7.5 au – 최근 적색 극대거성에서 황색 극대거성으로 변한 대마젤란 은하의 별인 WOH G64의 지름[183]
- 1.4 Tm – 9.5 au – 토성과 태양 사이의 평균 거리
- 1.47 Tm – 9.9 au – HR 5171 A, 황색극대거성 별의 지름.[184]
- 1.5 Tm – 10 au – 청색 왜성 동반성을 가진 적색 극대거성 VV 세페이 A의 추정 지름.[185]
- 1.75 Tm – 11.7 au – 알려진 가장 큰 별 중 하나인 적색 초거성 (아마도 극대거성) 세페우스자리 뮤의 추정 지름.[186]
- 2 Tm – 13.2 au – 알려진 가장 큰 별 중 하나인 적색 극대거성 큰개자리 VY의 추정 지름[187][188]
- 2.142 Tm – 14.3 au – 황색 극대거성으로 변하기 전 WOH G64의 추정 지름.
- 2.9 Tm – 19.4 au – 천왕성과 태양 사이의 평균 거리
- 4.4 Tm – 29.4 au – 명왕성의 근일점 거리
- 4.5 Tm – 30.1 au – 해왕성과 태양 사이의 평균 거리
- 4.5 Tm – 30.1 au – 카이퍼대의 내부 반지름
- 5.7 Tm – 38.1 au – 에리스의 근일점 거리
- 6.0 Tm – 40.5 au – 창백한 푸른 점 사진이 촬영된 지구로부터의 거리.
- 7.3 Tm – 48.8 au – 명왕성의 원일점 거리
- 7.5 Tm – 50.1 au – 카이퍼대의 외부 경계

## 10 테라미터

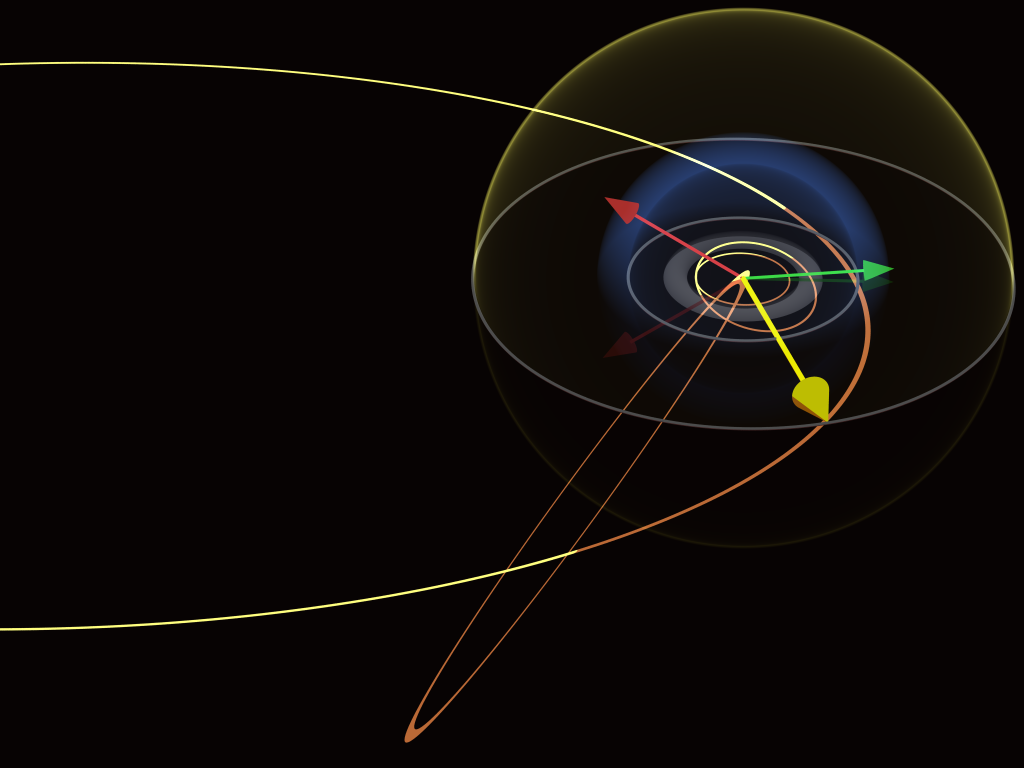
세드나의 궤도 (왼쪽)는 100 Tm보다 길지만, 다른 길이들은 10에서 100 Tm 사이에 있다: 헤일-밥 혜성의 궤도 (아래, 희미한 주황색); 1 광일 (노란색 춘분점 화살표를 반지름으로 하는 노란색 구형 껍질); 태양권의 종단 충격파 (파란색 껍질); 그리고 다른 화살표들은 보이저 1호 (빨간색)와 파이어니어 10호 (녹색)의 위치를 보여준다. 더 큰 보기와 다른 척도로의 링크를 보려면 이미지를 클릭한다.

서로 다른 거리를 비교하는 데 도움이 되도록, 이 섹션은 1013 m (10 Tm 또는 100억 km 또는 67 천문단위)부터 시작하는 길이를 나열한다.
- 10 Tm – 67 AU – 가상의 쿼시 별의 지름
- 11.1 Tm – 74.2 AU – 보이저 1호가 종단 충격파로부터 돌아오는 입자를 감지하기 시작한 거리
- 11.4 Tm – 76.2 AU – 90377 세드나의 근일점 거리
- 12.1 Tm – 70에서 90 AU – 종단 충격파까지의 거리 (보이저 1호는 94 AU에서 통과)
- 12.9 Tm – 86.3 AU – 2014년 3월 90377 세드나까지의 거리
- 13.2 Tm – 88.6 AU – 2014년 3월 파이어니어 11호까지의 거리
- 14.1 Tm – 94.3 AU – 태양계의 추정 반지름
- 14.4 Tm – 96.4 AU – 2014년 3월 에리스까지의 거리 (현재 원일점 근처)
- 15.1 Tm – 101 AU – 태양덮개까지의 거리
- 16.5 Tm – 111 AU – 2014년 3월 현재 파이어니어 10호까지의 거리
- 16.6 Tm – 111.2 AU – 2016년 5월 현재 보이저 2호까지의 거리
- 18 Tm – 123.5 AU – 태양에서 태양계에서 가장 먼 왜행성인 파라웃 2018 VG18까지의 거리
- 20.0 Tm – 135 AU – 2016년 5월 현재 보이저 1호까지의 거리
- 20.6 Tm – 138 AU – 2017년 2월 말 현재 보이저 1호까지의 거리
- 21.1 Tm – 141 AU – 2017년 11월 현재 보이저 1호까지의 거리
- 24.8 Tm – 166 AU – 2024년 11월 현재 보이저 1호까지의 거리
- 25.9 Tm – 173 AU – 1 광일
- 30.8568 Tm – 206.3 AU – 1 밀리파섹
- 55.7 Tm – 371 AU – 헤일-밥 혜성의 원일점 거리

## 100 테라미터

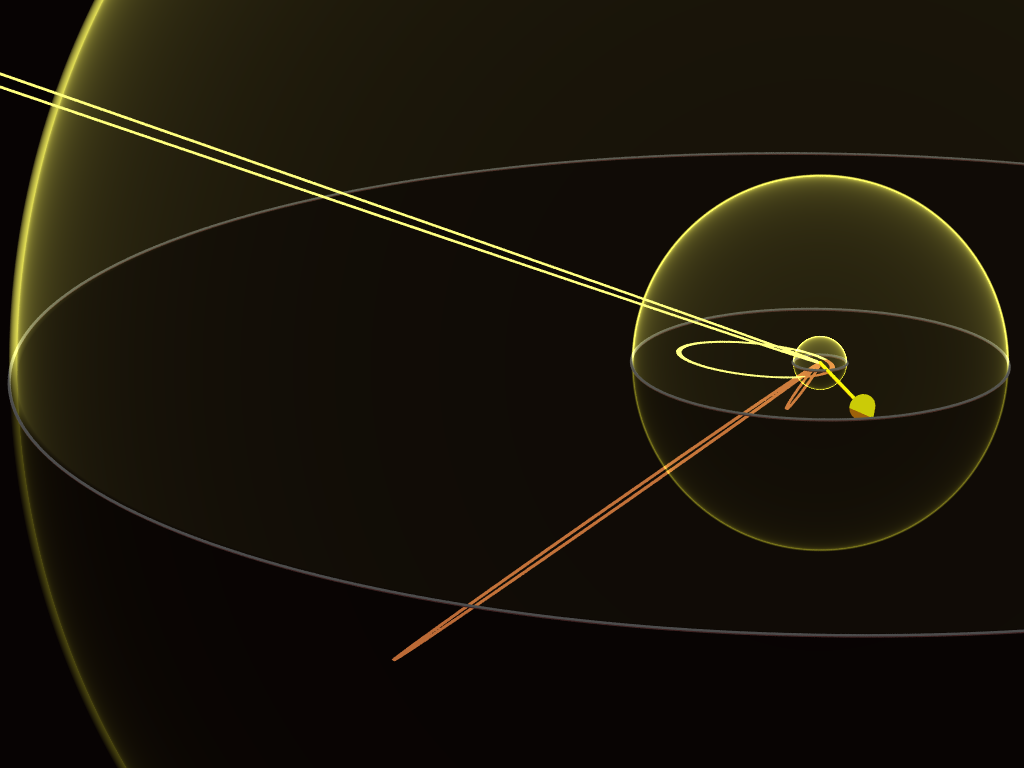
가장 큰 노란색 구는 태양으로부터 1 광월 거리를 나타낸다. 더 큰 보기, 더 많은 세부 사항 및 다른 척도로의 링크를 보려면 이미지를 클릭한다.

서로 다른 거리를 비교하는 데 도움이 되도록, 이 섹션은 1014 m (100 Tm 또는 1000억 km 또는 670 천문단위)부터 시작하는 길이를 나열한다.
- 140 Tm – 937 AU – 90377 세드나의 원일점 거리
- 172 Tm – 1150 AU – 알려진 가장 거대한 블랙홀 중 하나인 H1821+643의 슈바르츠실트 지름
- 181 Tm – 1210 AU – 1 광주
- 308.568 Tm – 2063 AU – 1 센티파섹
- 757 Tm – 5059 AU – 가오리 성운의 반지름[189]
- 777 Tm – 5180 AU – 1 광월

## 1 페타미터
페타미터(SI 기호: Pm)는 미터법의 길이의 단위로 1015 미터와 같다.

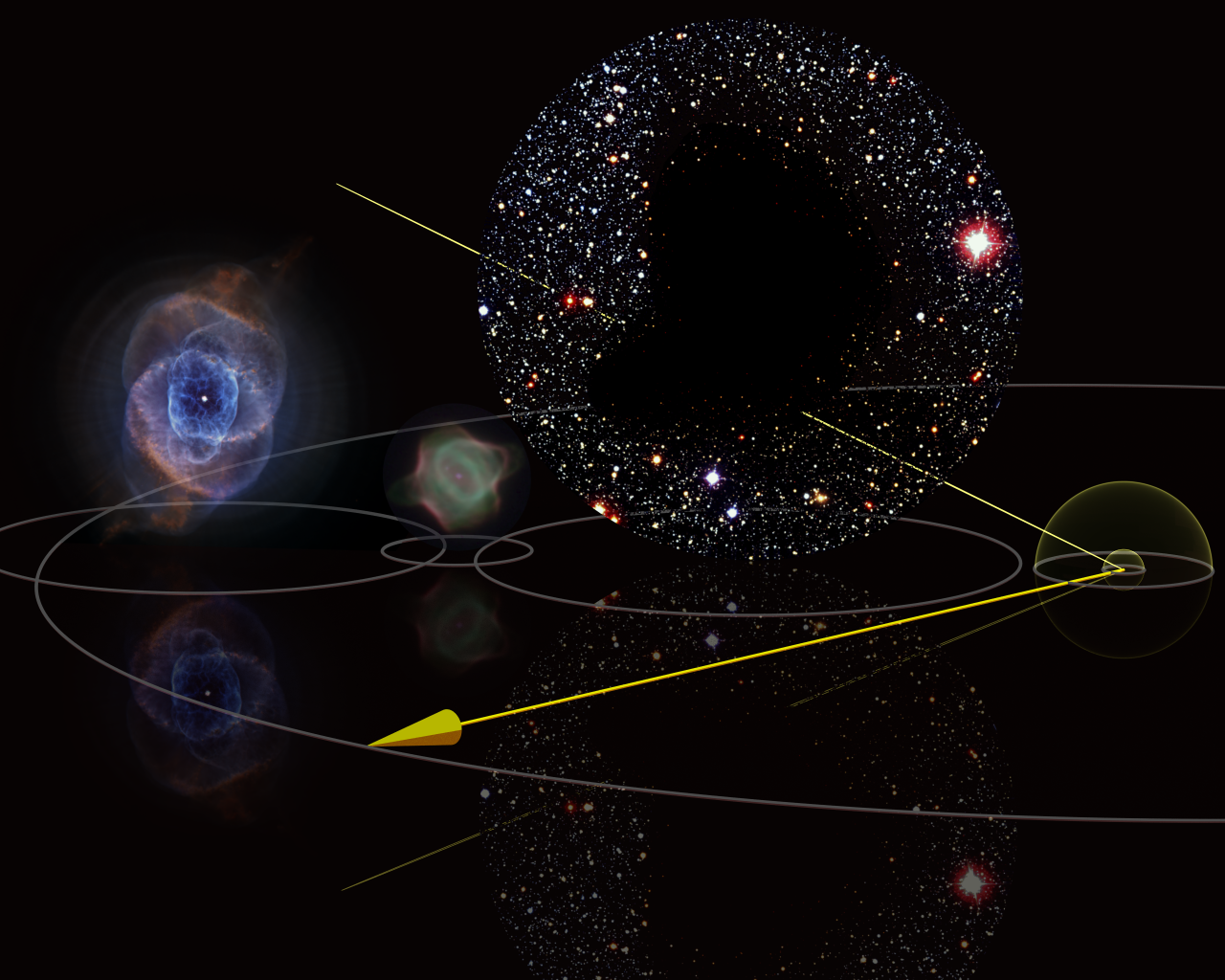
노란색 화살표가 있는 가장 큰 원은 태양으로부터 1 광년 거리를 나타낸다; 왼쪽의 고양이 눈 성운과 중앙의 바너드 68은 혜성 1910 A1의 궤도 앞에 그려져 있다. 더 큰 보기, 세부 사항 및 다른 척도로의 링크를 보려면 이미지를 클릭한다.

서로 다른 거리를 비교하는 데 도움이 되도록, 이 섹션은 1015 m (1 Pm 또는 1조 km 또는 6685 천문단위 (AU) 또는 0.11 광년)부터 시작하는 길이를 나열한다.
- 1.0 Pm = 0.105702341 광년
- 1.9 Pm ± 0.5 Pm = 12,000 AU = 고양이 눈 성운의 내핵의 반경 0.2 광년[190][191]
- 3.08568 Pm = 20,626 AU = 1 데시파섹
- 4.7 Pm = 30,000 AU = 보크 구상체 바너드 68의 반 광년 지름[192]
- 7.5 Pm – 50,000 AU – 오르트 구름의 가능한 외부 경계 (다른 추정치는 75,000 ~ 125,000 또는 심지어 189,000 AU (각각 1.18, 2, 3 광년))
- 9.5 Pm – 63,241.1 AU – 1 광년, 빛이 1년 동안 이동하는 거리
- 9.9 Pm – 66,000 AU – C/1999 F1의 원일점 거리

## 10 페타미터

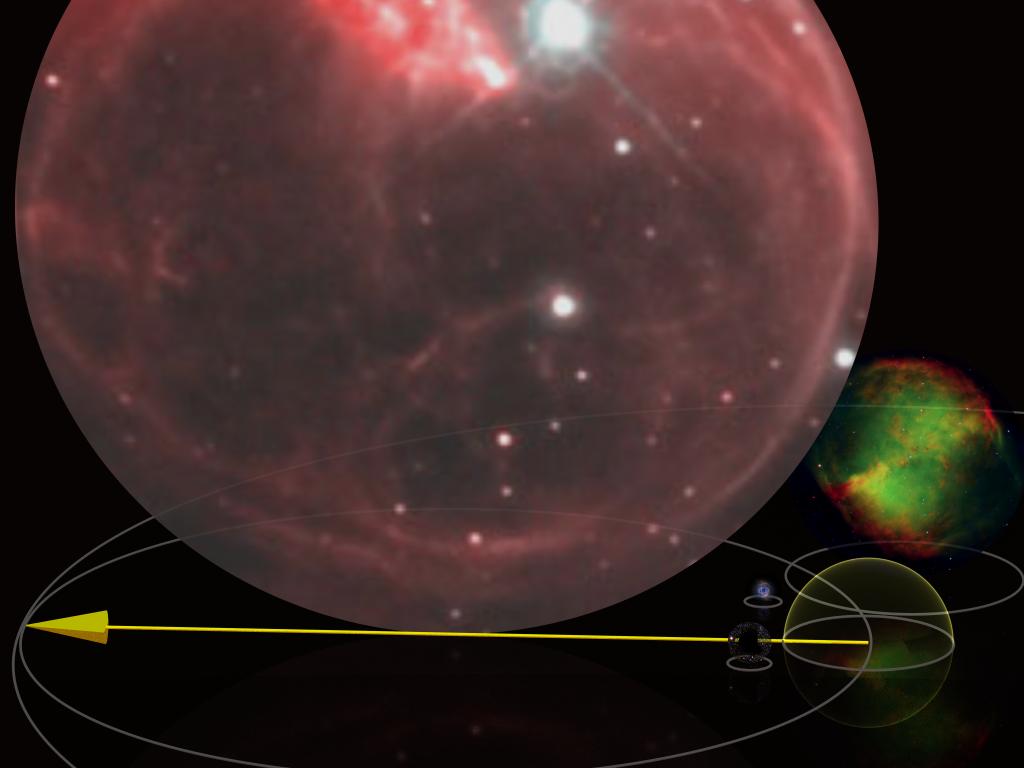
크기 정도 1e16m의 객체: 노란색 춘분점 화살표가 있는 반경 10 Pm (94.6 Pm) 원; 왼쪽의 거품 성운 (NGC 7635); 오른쪽의 아령 성운 (NGC 6853); 더 작은 고양이 눈 성운 (NGC_6543)과 바너드 68이 인접한 오른쪽 아래의 1광년 껍질.

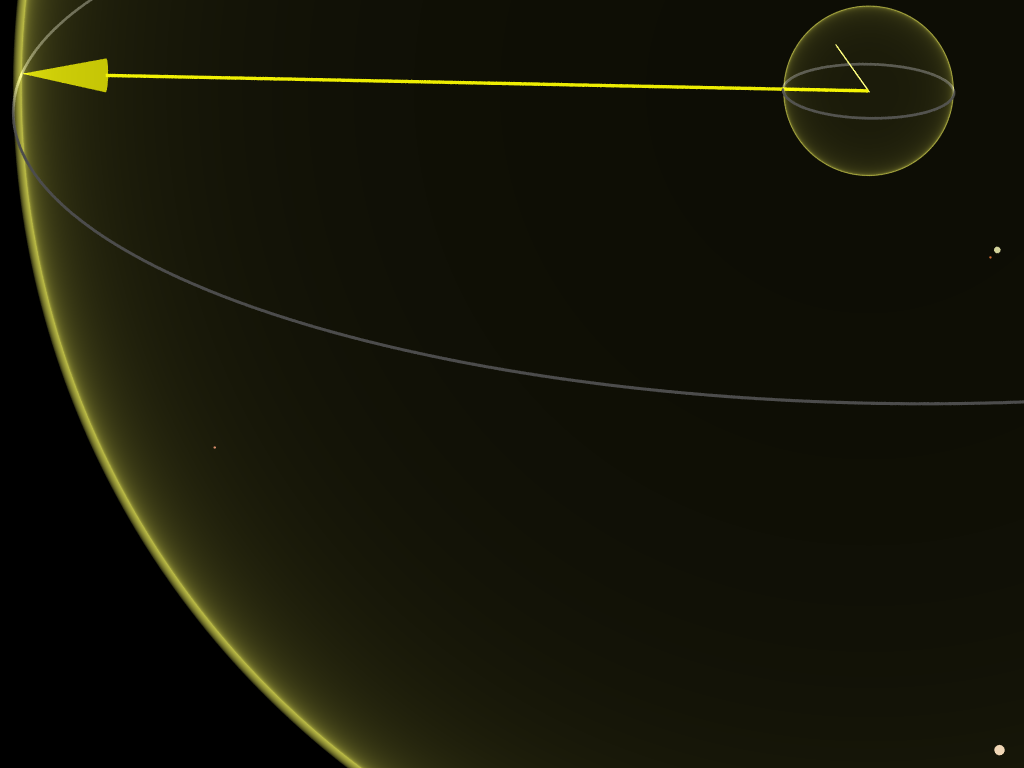
1e16m 길이: 10 광년 (94.6 Pm) 노란색 껍질; 오른쪽 아래의 시리우스; 왼쪽 아래의 BL 고래자리; 오른쪽 위의 프록시마 및 센타우루스자리 알파; 오른쪽 상단에 혜성 1910 A1의 궤도가 있는 광년 껍질

다양한 거리를 비교하기 위해 이 섹션에서는 1016 m (10 Pm 또는 66,800 AU, 1.06 광년)부터 시작하는 길이를 나열한다.
- 15 Pm – 1.59 광년 – 오르트 구름의 가능한 바깥쪽 반지름
- 20 Pm – 2.11 광년 – 태양의 중력장의 최대 영향 범위
- 30.9 Pm – 3.26 광년 – 1 파섹
- 39.9 Pm – 4.22 광년 – 센타우루스자리 프록시마까지의 거리 (태양에서 가장 가까운 별)
- 81.3 Pm – 8.59 광년 – 시리우스까지의 거리
- 94.6 Pm – 1 광년

## 100 페타미터

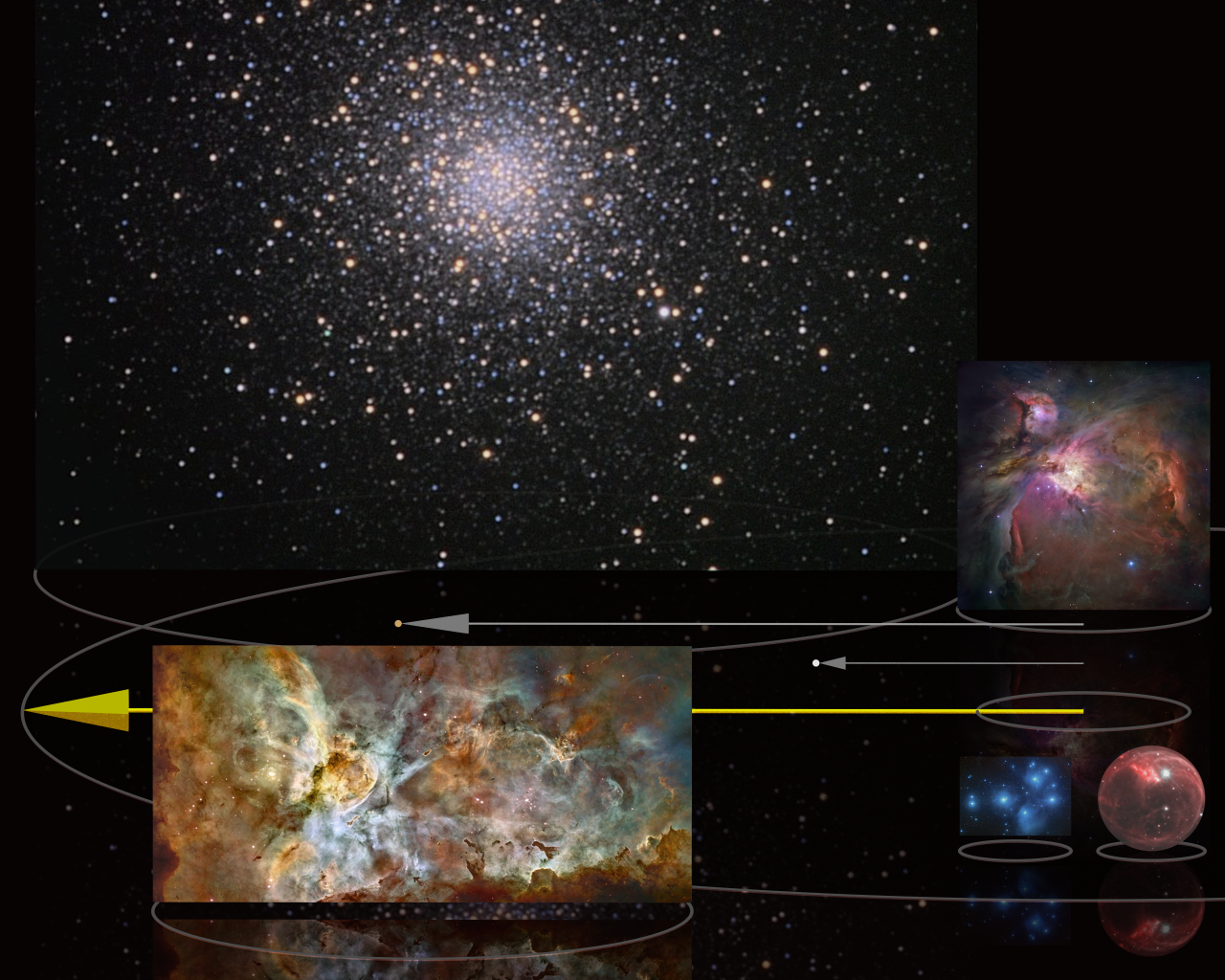
크기 정도 1e17m의 길이: 노란색 춘분점 화살표가 오른쪽의 더 작은 10광년 원을 추적하는 100광년 반경 원; 배경의 허큘리스 대성단; 오른쪽 중간의 12광년 반경 오리온 성운; 왼쪽 아래의 50광년 너비의 용골자리 성운; 각 지름이 약 10광년인 플레이아데스성단과 거품 성운이 오른쪽 아래; 회색 화살표는 태양에서 알데바란 (65광년)과 베가 (25광년)까지의 거리를 나타낸다.

다양한 거리를 비교하기 위해 이 섹션에서는 1017 m (100 Pm 또는 11 광년)와 1018 m (106 광년) 사이의 길이를 나열한다.
- 110 Pm – 12 광년 – 고래자리 타우까지의 거리
- 230 Pm – 24 광년 – 오리온 성운의 지름[193][194]
- 240 Pm – 25 광년 – 베가까지의 거리
- 260 Pm – 27 광년 – 카라까지의 거리. 태양만큼 밝은 별이다. 그 어둡기는 이 거리에서 태양이 어떻게 보일지 짐작할 수 있게 한다.
- 308.568 Tm – 32.6 광년 – 1 데카파섹
- 350 Pm – 37 광년 – 아르크투루스까지의 거리
- 373.1 Pm – 39.44 광년 – TRAPPIST-1까지의 거리, 최근 7개의 행성이 주위를 도는 것으로 발견된 별
- 400 Pm – 42 광년 – 카펠라까지의 거리
- 620 Pm – 65 광년 – 알데바란까지의 거리
- 750 Pm – 79.36 광년 – 레굴루스까지의 거리
- 900 Pm – 92.73 광년 – 알골까지의 거리
- 946 Pm – 1 광세기

## 1 엑사미터
엑사미터 (SI 기호: Em)는 미터법에서 1018 미터에 해당하는 단위이다. 다양한 거리를 비교하기 위해 이 섹션에서는 1018 m (1 Em 또는 105.7 광년)와 1019 m (10 Em 또는 1,057 광년) 사이의 길이를 나열한다.

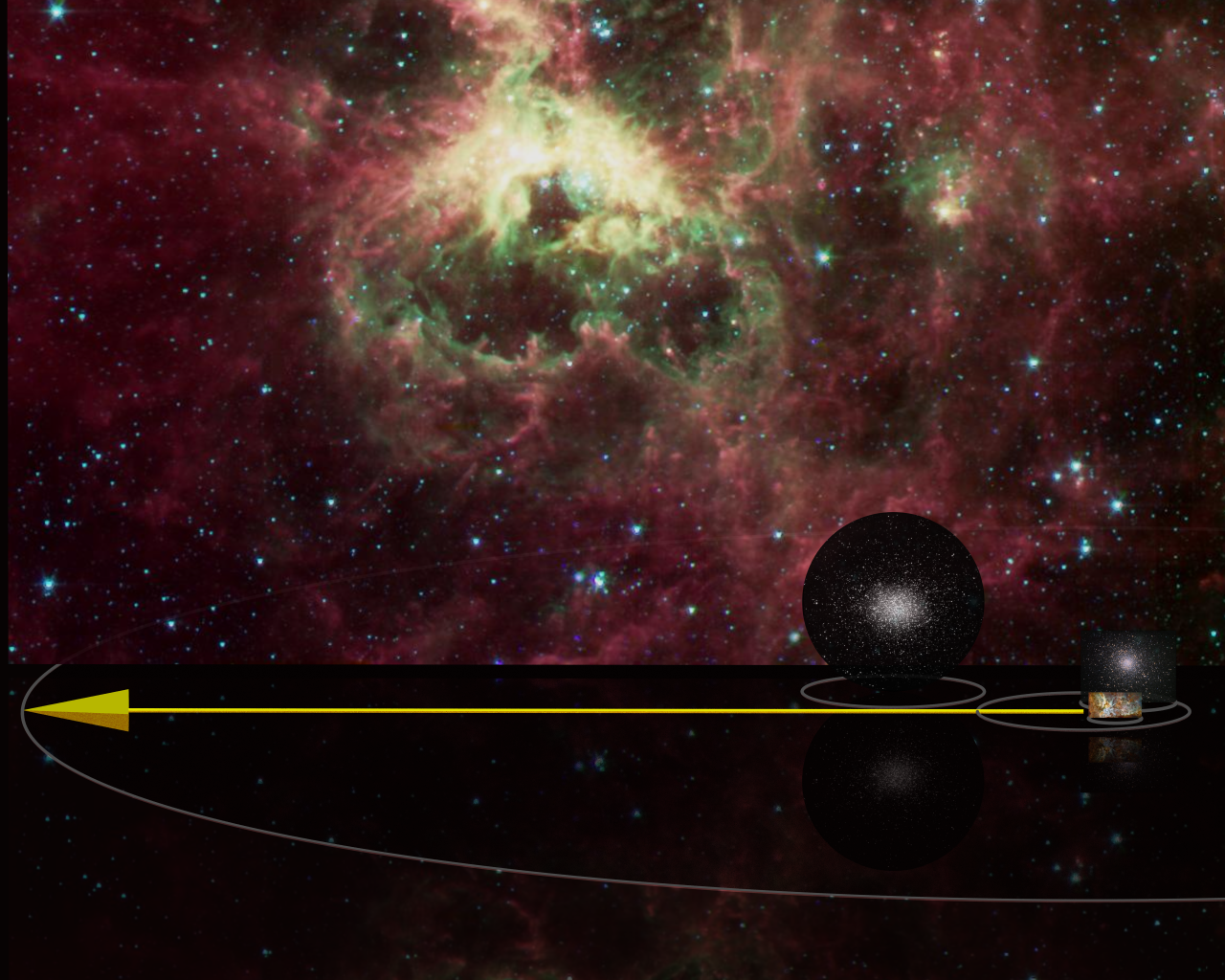
크기 정도 1e18m의 길이: 노란색 화살표가 있는 1000광년 반경 원과 오른쪽의 100광년 원(그 안에 허큘리스 대성단이 있고 그 앞에 용골자리 성운이 있음); 둘의 왼쪽에 있는 센타우루스자리 오메가 구상성단; 배경을 채우는 1,400광년 너비의 타란툴라 성운의 일부

- 1.2 Em – 129 광년 – 허큘리스 대성단의 지름 (일반적인 구상성단)
- 1.6 Em – 172 ± 12.5 광년 – 센타우루스자리 오메가의 지름 (가장 큰 알려진 구상성단 중 하나이며, 백만 개 이상의 항성을 포함할 수 있음)[195][196]
- 3.08568 Em – 326.1 광년 – 1 헥토파섹
- 3.1 Em – 310 광년 – 히파르코스에 따른 카노푸스까지의 거리[197]
- 3.9 Em – 410 광년 – 히파르코스에 따른 베텔게우스까지의 거리[198]
- 6.2 Em – 650 광년 – 물병자리에 위치한 나선 성운까지의 거리[199]
- 8.2 Em – 860 광년 – 히파르코스에 따른 리겔까지의 거리[197]
- 9.4 Em — 1 광천년 – 1000 광년

## 10 엑사미터
다양한 크기 정도를 비교하기 위해 이 섹션에서는 10 Em (1019 m 또는 1,100 광년)부터 시작하는 거리를 나열한다.
- 10.6 Em – 1,120 광년 – WASP-96b까지의 거리
- 13 Em – 1,300 광년 – 오리온 성운까지의 거리[200]
- 14 Em – 1,500 광년 – 우리 은하 은하의 은하면의 태양 위치에서의 대략적인 두께
- 14.2 Em – 1,520 광년 – NGC 604의 지름
- 30.8568 Em – 3,261.6 광년 – 1 킬로파섹
- 31 Em – 3,200 광년 – 히파르코스에 따른 데네브까지의 거리
- 46 Em – 4,900 광년 – OGLE-TR-56까지의 거리, 통과법을 사용하여 발견된 첫 번째 외계 행성
- 47 Em – 5,000 광년 – 부메랑 성운까지의 거리, 알려진 가장 추운 곳 (1 K)
- 53 Em – 5,600 광년 – M4 구상성단과 그 안에 있는 PSR B1620-26 b 외계 행성까지의 거리
- 61 Em – 6,500 광년 – 페르세우스자리 나선팔까지의 거리 (우리 은하에서 다음 나선팔)
- 71 Em – 7,500 광년 – 용골자리 에타까지의 거리
- 94.6073 Em – 1 광만년 = 10,000 광년

## 100 엑사미터
다양한 크기 정도를 비교하기 위해 이 섹션에서는 100 Em (1020 m 또는 11,000 광년)부터 시작하는 거리를 나열한다.
- 150 Em – 16,000 광년 – 소마젤란 은하의 지름, 우리 은하를 공전하는 왜소은하
- 200 Em – 21,500 광년 – OGLE-2005-BLG-390Lb까지의 거리
- 240 Em – 25,000 광년 – 큰개자리 왜소은하까지의 거리
- 260 Em – 28,000 광년 – 은하의 중심까지의 거리
- 400 Em – 48,000 광년 – 불꽃놀이 은하의 지름
- 830 Em – 88,000 광년 – 궁수자리 왜소 타원 은하까지의 거리
- 946 Em – 1 광백만년 = 100,000 광년

## 1 제타미터
제타미터 (SI 기호: Zm)는 미터법에서 1021 미터에 해당하는 단위이다.
다양한 크기 정도를 비교하기 위해 이 섹션에서는 1 Zm (1021 m 또는 110,000 광년)부터 시작하는 거리를 나열한다.
- 1.7 Zm – 179,000 광년 – 대마젤란 은하까지의 거리, 우리 은하의 가장 큰 위성은하
- <1.9 Zm – <200,000 광년 – 우리 은하의 원반의 수정된 추정 지름. 이전에는 크기가 절반인 것으로 생각되었다.
- 2.0 Zm – 210,000 광년 – 소마젤란 은하까지의 거리
- 2.8 Zm – 300,000 광년 – 성간 방랑자까지의 거리, 우리 은하의 가장 먼 구상성단 중 하나
- 8.5 Zm – 900,000 광년 – 사자자리 왜소은하까지의 거리, 가장 멀리 알려진 우리 은하 위성 은하
- 9.5 Zm – 1 광메가년 = 1,000,000 광년

## 10 제타미터
다양한 크기 정도를 비교하기 위해 이 섹션에서는 10 Zm (1022 m 또는 110만 광년)부터 시작하는 거리를 나열한다.
- 24 Zm – 250만 광년 – 안드로메다 은하까지의 거리, 가장 가까운 주요 은하.
- 30.8568 Zm – 326.16만 광년 – 1 메가파섹
- 40 Zm – 420만 광년 – IC 10까지의 거리, 국부은하군의 먼 구성원
- 49.2 Zm – 520만 광년 – 국부은하군의 폭
- 95 Zm – 1000만 광년 – 조각가자리 은하의 조각가자리 은하군까지의 거리
- 95 Zm – 1000만 광년 – 마페이 1까지의 거리, 마페이 1 은하군에서 가장 가까운 거대 타원은하

## 100 제타미터
다양한 크기 정도를 비교하기 위해 이 섹션에서는 100 Zm (1023 m 또는 1100만 광년)부터 시작하는 거리를 나열한다.
- 140 Zm – 1500만 광년 – 센타우루스자리 A 은하까지의 거리
- 250 Zm – 2700만 광년 – 바람개비 은하까지의 거리
- 280 Zm – 3000만 광년 – 솜브레로 은하까지의 거리
- 570 Zm – 6000만 광년 – 처녀자리 은하단까지의 대략적인 거리, 가장 가까운 은하단
- 620 Zm – 6500만 광년 – 화로자리 은하단까지의 대략적인 거리
- 800 Zm – 8500만 광년 – 에리다누스 은하단까지의 대략적인 거리

## 1 요타미터
요타미터 (SI 기호: Ym)는 미터법에서 1024 미터에 해당하는 단위이다.
다양한 크기 정도를 비교하기 위해 이 섹션에서는 1 Ym (1024 m 또는 1억 570만 2000 광년)부터 시작하는 거리를 나열한다.
- 1.2 Ym – 1억 2700만 광년 – 가장 가까이 관측된 감마선 폭발 GRB 980425까지의 거리
- 1.3 Ym – 1억 3700만 광년 – 센타우루스자리 은하단까지의 거리, 가장 가까운 큰 초은하단
- 1.9 Ym – 2억 100만 광년 – 국부 초은하단의 지름
- 2.17 Ym – 1 광은하년 – 2억 3000만 광년
- 2.3 Ym – 2억 2500만 ~ 2억 5000만 광년 – 진공에서 빛이 1 은하년 동안 이동하는 거리
- 2.8 Ym – 2억 9600만 광년 – 머리털자리 은하단까지의 거리
- 3.15 Ym – 3억 3천만 광년 – 목동자리 공동의 지름
- 3.2 Ym – 3억 3천8백만 광년 – 슈테팡 5중주까지의 거리
- 4.7 Ym – 4억 9600만 광년 – 우주에서 관측된 가장 큰 초거대구조 중 하나인 CfA2 장성의 길이
- 6.1 Ym – 6억 4500만 광년 – 섀플리 초은하단까지의 거리
- 9.5 Ym – 9억 9600만 광년 – 에리다누스 초공동의 지름

## 10 요타미터

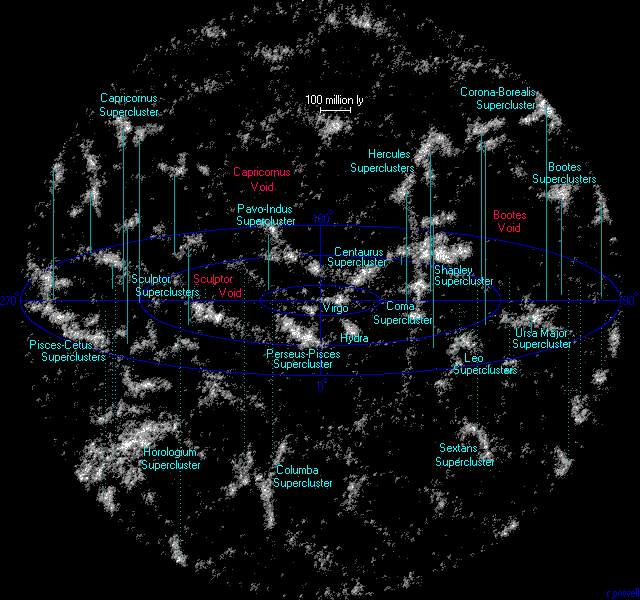
지구로부터 10억 광년 이내의 우주

다양한 크기 정도를 비교하기 위해 이 섹션에서는 10 Ym (1025 m 또는 11억 광년)부터 시작하는 거리를 나열한다. 이 규모에서는 우주의 팽창이 중요해진다. 이러한 물체의 거리는 측정된 적색편이에서 파생되며, 이는 사용된 우주론적 모델에 따라 달라진다.
- 13 Ym – 13억 7천만 광년 – 남극 장성의 길이
- 13 Ym – 13억 8천만 광년 – 슬론 장성의 길이
- 18 Ym – 적색편이 0.16 – 19억 광년 – 퀘이사 3C 273까지의 거리 (빛 이동 거리)
- 30.8568 Ym – 32억 6천1백 60만 광년 – 1 기가파섹
- 31.2204106 Ym − 33억 광년 − 2021년에 발견된 거대한 우주 구조인 거대 아치의 길이
- 33 Ym – 35억 광년 – 2dF 은하 적색편이 탐사의 최대 거리 (빛 이동 거리)
- 37.8 Ym – 40억 광년 – 초거대퀘이사군의 길이
- 75 Ym – 적색편이 0.95 – 80억 광년 – 허블 딥 필드 노스의 초신성 SN 2002dd까지의 대략적인 거리 (빛 이동 거리)
- 85 Ym – 적색편이 1.6 – 90억 광년 – 감마선 폭발 GRB 990123까지의 대략적인 거리 (빛 이동 거리)
- 94.6 Ym – 100억 광년 – 퀘이사 OQ172까지의 대략적인 거리
- 94.6 Ym – 100억 광년 – 헤라클레스자리-북쪽왕관자리 장성의 길이, 알려진 가장 크고 가장 거대한 우주 구조 중 하나

## 100 요타미터
다양한 크기 정도를 비교하기 위해 이 섹션에서는 100 Ym (1026 m 또는 110억 광년)부터 시작하는 거리를 나열한다. 이 규모에서는 우주의 팽창이 중요해진다. 이러한 물체의 거리는 측정된 적색편이에서 파생되며, 이는 사용된 우주론적 모델에 따라 달라진다.
- 124 Ym – 적색편이 7.54 – 131억 광년 – 2017년 현재 가장 멀리 알려진 퀘이사인 ULAS J1342+0928까지의 빛 이동 거리 (LTD)
- 130 Ym – 적색편이 1,000 – 138억 광년 – 우주 마이크로파 배경 복사의 근원까지의 거리 (LTD); LTD로 측정한 관측 가능한 우주의 반지름
- 260 Ym – 274억 광년 – 관측 가능한 우주의 지름 (LTD의 두 배)
- 440 Ym – 460억 광년 – 고유거리로 측정한 우주의 반지름
- 590 Ym – 620억 광년 – 우주론적 사건의 지평선: 미래의 어떤 시점에도 빛이 우리(관측자)에게 도달할 수 있는 가장 큰 고유거리
- 886.48 Ym – 937억 광년 – 관측 가능한 우주의 지름 (입자 지평선의 두 배); 그러나 관측되지 않은 거리가 더 클 수도 있다.

## 1 론나미터
론나미터 (SI 기호: Rm)는 미터법에서 1027 미터에 해당하는 단위이다.
다양한 크기 정도를 비교하기 위해 이 섹션에서는 1 Rm (1027 m 또는 1057억 광년)부터 시작하는 거리를 나열한다. 이 규모에서는 우주의 팽창이 중요해진다. 이러한 물체의 거리는 측정된 적색편이에서 파생되며, 이는 사용된 우주론적 모델에 따라 달라진다.
- >1 Rm – >1057억 광년 – 우주 광 지평선 너머의 우주의 크기, 그 곡률에 따라 달라진다. 곡률이 0이면 (즉, 우주가 공간적으로 평평하면) 이전 언급된 것처럼 값이 무한할 수 있다 (우주의 모양 참조).
- 2.764 Rm - 2922억 광년 – 구형인 관측 가능한 우주의 둘레.
- ≈101010122광년 – 우주적 급팽창 이후 우주의 가능한 크기.
- ≈∞ 광년 – 다중 우주론이 존재한다면 이론적인 크기.

## 같이 보기
- 페르미 문제
- 규모 (분석 도구)
- 공간적 규모
- 우주의 규모

## 참고
1. ↑  인간 털의 지름은 17에서 181 μm까지 다양하다. Ley, Brian (1999).  Elert, Glenn, 편집. “Diametre of a human hair”. 《The Physics Factbook》. 2018년 12월 8일에 확인함.
2. 1 2  특정 태양계 물체가 속하는 정확한 범주(소행성, 왜행성 또는 행성)는 외계 행성과 해왕성 바깥 천체의 발견 이후 일부 수정이 있었다.
3. ↑  10115는 1 뒤에 0이 115개 붙은 수, 또는 1 구골에 100경을 곱한 수이다. 1010115는 1 뒤에 100경 구골 개의 0이 붙은 수이다. 101010122는 1 뒤에 1010122 (1 구골플렉스1000경) 개의 0이 붙은 수이다.
4. ↑  하지만 구름이나 고층 안개 물방울은 아니다; 물방울 크기는 고도에 따라 증가한다. 지상 안개에서도 더 큰 물방울 크기를 나타내는 모순되는 연구는 다음을 참조. Eldridge, Ralph G. (October 1961). 《A Few Fog Drop-Size Distributions》. 《Journal of Meteorology》 18. 671–6쪽. Bibcode:1961JAtS...18..671E. doi:10.1175/1520-0469(1961)018<0671:AFFDSD>2.0.CO;2.